# Europa Clipper
Europa Clipper est une mission spatiale de la NASA lancée le 14 octobre 2024, dont l'objectif est l'étude d'Europe, une des lunes de la planète géante Jupiter. Europe constitue un objectif scientifique de premier plan depuis que les données fournies par la sonde Galileo à la fin des années 1990 ont permis de déterminer qu'il existait sans doute un océan d'eau liquide sous sa surface glacée, qui pourrait abriter des formes de vie. La mission développée par le Jet Propulsion Laboratory avec une participation importante du laboratoire APL a été lancé par un lanceur Falcon Heavy.
L'exploration d'Europe est complexe et donc couteuse. L'éloignement du Soleil pénalise la production d'énergie et le débit des télécommunications et impose une vitesse de lancement élevée. Par ailleurs la lune se trouve dans une région de l'espace fortement irradiée par sa proximité avec Jupiter. Aussi les trois premiers projets d'exploration élaborés à la suite de la découverte de l'océan subglaciaire d'Europe ne sont pas menés à terme car leur cout est à chaque fois jugé prohibitif. La mission Europa Clipper élaborée au milieu de la décennie 2010 aboutit car elle reçoit, contrairement à ses prédécesseurs, l'appui du Congrès américain. Les études préliminaires sont lancées en 2015 et la NASA prend la décision d'initier son développement en février 2017.
Europa Clipper est une sonde spatiale lourde (six tonnes ce qui en fait un des engins d'exploration du système solaire les plus gros jamais envoyés) dont la masse est constituée pour près de la moitié d'ergols. Malgré l'éloignement du Soleil, la NASA a choisi de recourir pour la fourniture de l'énergie à des panneaux solaires qui portent son envergure à plus de 30 mètres. Pour survivre dans la ceinture de radiations entourant l'orbite d'Europe, les éléments les plus sensibles de la sonde spatiale sont regroupés dans un caisson blindé. L'engin spatial emporte une suite très complète d'instruments scientifiques, qui représentent une masse totale de 350 kg. Ils ont été choisis pour permettre l'analyse de l'environnement de la lune (plasma, champ magnétique, poussières, exosphère), la cartographie de sa surface et l'analyse de la composition de celle-ci ainsi que la détermination de sa structure interne.
Pour parvenir à sa destination la sonde spatiale effectue un transit d'environ 5,5 ans entre la Terre et Jupiter au cours duquel elle a recours à l'assistance gravitationnelle de Mars et de la Terre pour que sa vitesse lui permette d'atteindre sa destination. Elle doit s'insérer en orbite autour de Jupiter en avril 2030. Après avoir ajusté son orbite débute la phase scientifique d'une durée de trois ans et demi. Durant celle-ci la sonde spatiale doit recueillir des données en effectuant environ 50 survols d'Europe  entre 2031 et 2034. L'objectif principal de la mission est de déterminer si le satellite de Jupiter réunit les conditions nécessaires à l'apparition de la vie. Pour y parvenir Europa Clipper doit collecter des données dans le but de préciser les caractéristiques de l'océan subglaciaire et les processus associés, d'identifier les composants chimiques de la lune et de comprendre les formations récentes découvertes en surface. Le coût du projet est évalué en 2024 à 5 milliards de dollars dont 1 272 millions US$ pour la phase opérationnelle.

## Contexte
Europe, satellite naturel de la planète géante Jupiter, devient un objectif scientifique de premier plan pour l'exploration spatiale du système solaire lorsque la sonde spatiale Galileo développée par la NASA détecte à la fin des années 1990 la présence d'un océan subglaciaire sous la banquise recouvrant sa surface.

### La lune Europe
Europe est un des quatre satellites principaux (dits galiléens) de la planète géante Jupiter. Comme tous les satellites naturels situés à grande distance du Soleil (5 Unités Astronomiques soit cinq fois la distance entre la Terre et le Soleil) Europe est constituée en partie de glace d'eau qui entoure un noyau rocheux. Son diamètre est proche de celui de la Lune (3 121 kilomètres). Europe possède une rotation synchrone : sa période de révolution est la même que sa période de rotation et elle présente toujours la même face vers la planète géante. Jupiter exerce des forces de marée de même nature que celles que la Terre exerce sur la Lune mais son intensité est beaucoup plus importante car, alors qu'Europe est à peu près à la même distance (671 100 km) de la planète géante que la Lune de la Terre (environ 400 000 km), Jupiter est 318 fois plus massive que notre planète. Du fait de son orbite légèrement elliptique, l'intensité de ces forces s'exerçant sur les roches varie ce qui entraîne leur échauffement permettant sans doute la présence d'eau liquide malgré une température extérieure qui ne dépasse jamais −150 °C (l'intensité lumineuse du Soleil est 25 fois plus faible qu'au niveau de la Terre). Le champ magnétique de Jupiter très élevé combiné à la présence d'un tore de particules produit par le volcanisme d'Io (un autre satellite naturel de Jupiter) génère un bombardement constant d'Europe par des ions animés de grande vitesse qui a de profonds impacts sur la composition de sa surface. La lune comporte une atmosphère très peu dense (exosphère),.

### Première observation in situ d'Europe par la mission Voyager 2
Peu d'informations étaient disponibles sur Europe avant l'ère spatiale. La mission spatiale de la NASA Voyager 2 qui survole la lune en juillet 1979 à une distance de 206 000 kilomètres est la première à fournir des images détaillées de sa surface. Celles-ci révèlent une surface extrêmement lisse et peu cratérisée qui indique un age récent. Un réseau de longs sillons est interprété comme le résultat de failles tectoniques. Les photos montrent également des taches de couleur rouge-marron décolorées qui ne sont pas observées sur les autres lunes. Les mesures permettent de déterminer qu'Europe est une planète différenciée constituée d'un noyau rocheux recouvert de glace. L'absence de certains types d'instrument (spectrographe, magnétomètre) à bord de la sonde spatiale et la faible définition des images soulèvent plus de questions qu'elles n’apportent de réponses. Mais manifestement Europe est géologiquement jeune.

### Découverte de l'océan subglaciaire par la mission Galileo

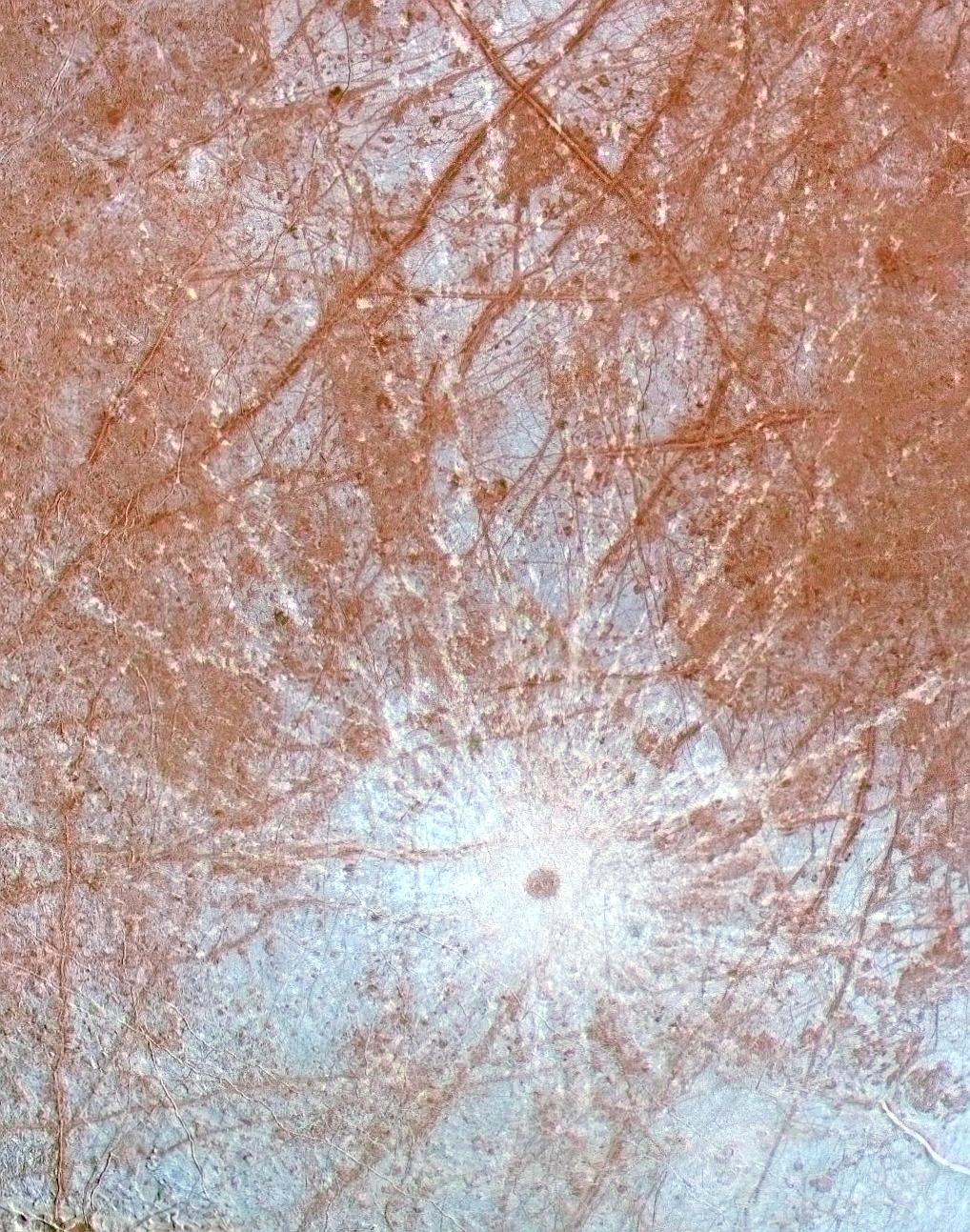
Le cratère d'impact Pwyll de 45 kilomètres de diamètre photographié par Galileo. Il est entouré de sillons (linae) qui sont sans doute produits par des éruptions de glace chaude.

La sonde spatiale Galileo, qui est développée par la NASA et qui circule dans le système jovien de 1995 à 2003, survole à 11 reprises Europe. Elle capture des images et des spectres à haute résolution de différentes régions de sa surface. Son magnétomètre mesure un champ magnétique propre à la lune (c'est-à-dire qui n'est pas généré par le champ magnétique de Jupiter très intense au niveau de l'orbite d'Europe) dont l'intensité est de 120 nT. Ce champ magnétique est généré par une strate interne conductrice d'électricité qui est probablement constituée par les eaux salées d'un océan situé sous la banquise (océan subglaciaire). Par ailleurs des formations de sels hydratés observées par les instruments de Galileo en surface  témoignent que des échanges ont lieu entre celle-ci et l'hypothétique océan souterrain. La mesure du champ gravitationnel d'Europe (expérience de radio science) suggère la présence d'une strate d'eau sous la banquise. Les données recueillies par cet instrument suggèrent que l'épaisseur combinée de la banquise et de l'océan subglaciaire serait comprise entre 105 et 160 kilomètres sans qu'on sache quelle est la proportion prise par l'océan. Le faible nombre de cratères de grande taille sur la surface a permis de déterminer que celle-ci était jeune (à l'échelle de temps géologique) : environ 60 millions d'années. Différentes formations en surface dont des stries curvilignes (linae) suggèrent que des échanges ont lieu entre l'océan souterrain et la surface sous forme de cryovolcanisme (geysers de glace chaude) et qu'une forme de tectonique affecte la banquise,,.

### Un monde dont les caractéristiques restent largement inconnues
À l'issue de la mission de Galileo, il subsiste de nombreuses inconnues car les instruments de cette sonde spatiale ne sont pas optimisés pour l'étude de la lune Europe. Si la présence d'un océan subglaciaire est une hypothèse qui recueille un large consensus dans la communauté scientifique, il existe un modèle alternatif basé sur la présence d'une couche de glace chaude. La profondeur de l'océan est incertaine. Il n'existe pas non plus de signe évident d'activité géologique même si le télescope spatial Hubble a observé en décembre 2013 des émissions très ténues d'oxygène et d'hydrogène  au-dessus du pôle sud de la Lune qui ont été interprétées comme la manifestation de geysers éjectant de la vapeur d'eau. Bien que la modélisation des fractures qui sillonnent la surface progresse, les scientifiques n'arrivent pas à définir précisément les processus à l’œuvre. Les scientifiques ne disposent pas de suffisamment d'éléments non plus pour déterminer si Europe dispose de sources d'énergie suffisantes pour entretenir la vie dans son océan intérieur. L'irradiation des particules chargées en surface pourrait créer des oxydants qui, s'ils étaient transportés dans l'océan, pourraient servir de source d'énergie à des formes de vie simples mais cette hypothèse reste à confirmer.

### Europe, objectif prioritaire de l'exploration du Système solaire par la NASA
La découverte d'un océan souterrain qui pourrait constituer un habitat favorable à l'apparition de la vie et héberger des micro-organismes est d'une importance considérable pour la science. L'étude de formes de vie extraterrestre peut déboucher sur des avancées concernant notamment l'origine de la vie sur Terre. Jusque là, les recherches de formes de vie extraterrestres se concentraient dans la zone habitable, région d'un système solaire où la température permet à l'eau de subsister à l'état liquide. La planète Mars a été par le passé le corps céleste répondant le mieux à ce critère dans notre système solaire, mais la découverte d'un océan subglaciaire dans une région située en dehors de la zone habitable a ouvert de nouvelles perspectives. Pour cette raison, l'étude d'Europe par une sonde spatiale se rendant sur place est identifiée comme une mission prioritaire par les deux derniers rapports scientifiques décennaux de 2003 et 2011 consacrés aux sciences planétaires et élaborés par la communauté scientifique américaine. Or ces documents constituent la source principale utilisée par la NASA pour définir sa politique d'exploration du système solaire.

## Historique du projet Europa Clipper
La lune Europe étant devenue un objectif prioritaire de l'exploration spatiale, trois projets de mission spatiale sont successivement élaborés entre 1997 et 2011 par la NASA pour y mener des investigations plus poussées. Mais aucun de ces projets n'aboutit en raison de leur cout inhérent à l'éloignement d'Europe et au caractère hostile de son environnement. Une quatrième proposition, Europa Clipper, soutenue par le Congrès américain, est finalement financée à la fin des années 2010.

### Difficultés d'une mission d'étude d'Europe

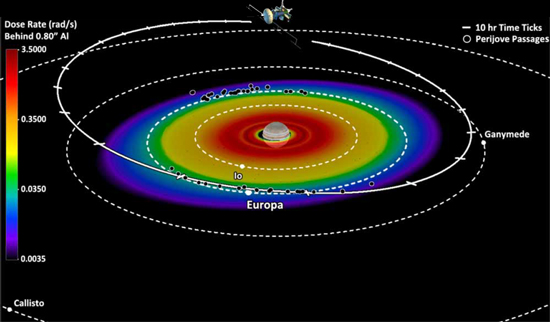
L'orbite scientifique de Europa Clipper autour de Jupiter traverse la ceinture de radiations qui entoure la planète géante dont l'intensité est représentée ici par des codes couleur.

Toute mission d'exploration de la lune de Jupiter Europe constitue un projet coûteux pour trois raisons :
- Europe est un univers complexe qui nécessite de recueillir beaucoup de données pour comprendre son histoire et ses caractéristiques.
- Elle fait partie des corps célestes externes du Système solaire : son éloignement de la Terre et du Soleil nécessite des systèmes de communication et de production d'énergie performants et donc coûteux.
- Enfin, Europe se trouve dans la zone de rayonnement intense qui entoure Jupiter et son approche nécessite un blindage et une électronique renforcés qui accroissent la masse et le coût de la sonde spatiale. Même équipée pour résister au rayonnement, la durée de vie d'une sonde spatiale étudiant Europe est courte : en 2014 elle a été évaluée à un mois pour un orbiteur d'un coût de 1,6 milliard $ et à neuf mois pour un orbiteur d'un coût de 4,5 milliards $.

### Les projets antérieurs avortés

#### Europa Orbiter

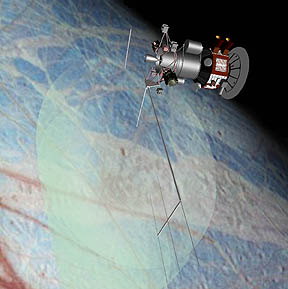
Vue d'artiste d'Europa Orbiter.

En 1997, la NASA, très satisfaite des résultats des missions interplanétaires à faible coût du programme Discovery et de la première mission Mars Surveyor, décide de transposer ce concept à des objectifs prioritaires beaucoup plus complexes. L'étude de trois missions est confiée au centre spatial JPL dans le cadre d'un projet surnommé Fire and Ice (« Le feu et la glace »). Parmi celles-ci figure Europa Orbiter, une sonde spatiale qui doit étudier la lune Europe avec un nombre d'instruments réduit pour limiter les coûts. Ces instruments sont principalement des caméras, un altimètre et un radar capable de restituer la structure de la banquise et dont les données sont compressées à bord. Dans une première phase d'une durée de plusieurs années l'engin spatial effectue une étude en orbitant autour de Jupiter tout en survolant périodiquement trois des quatre lunes galiléennes dont Europe. Dans une deuxième phase Europa Orbiter se place en orbite autour d'Europe pour une étude plus poussée mais très courte (un mois durant laquelle 300 orbites sont bouclées) du fait de sa durée de vie limitée par l'environnement radiatif d'Europe. L'énergie est fournie par des générateur thermoélectriques à radioisotope et une fraction particulièrement importante de la masse de la sonde spatiale est consacrée aux ergols qui devaient permettre à la sonde de modifier sa vitesse de de 2 500 m/s. L'enveloppe budgétaire prévue est de 190 millions $, mais les coûts s'envolent au fur et à mesure de l'avancement de l'étude pour atteindre 1,4 milliard $ en 2002. Le projet est alors abandonné.

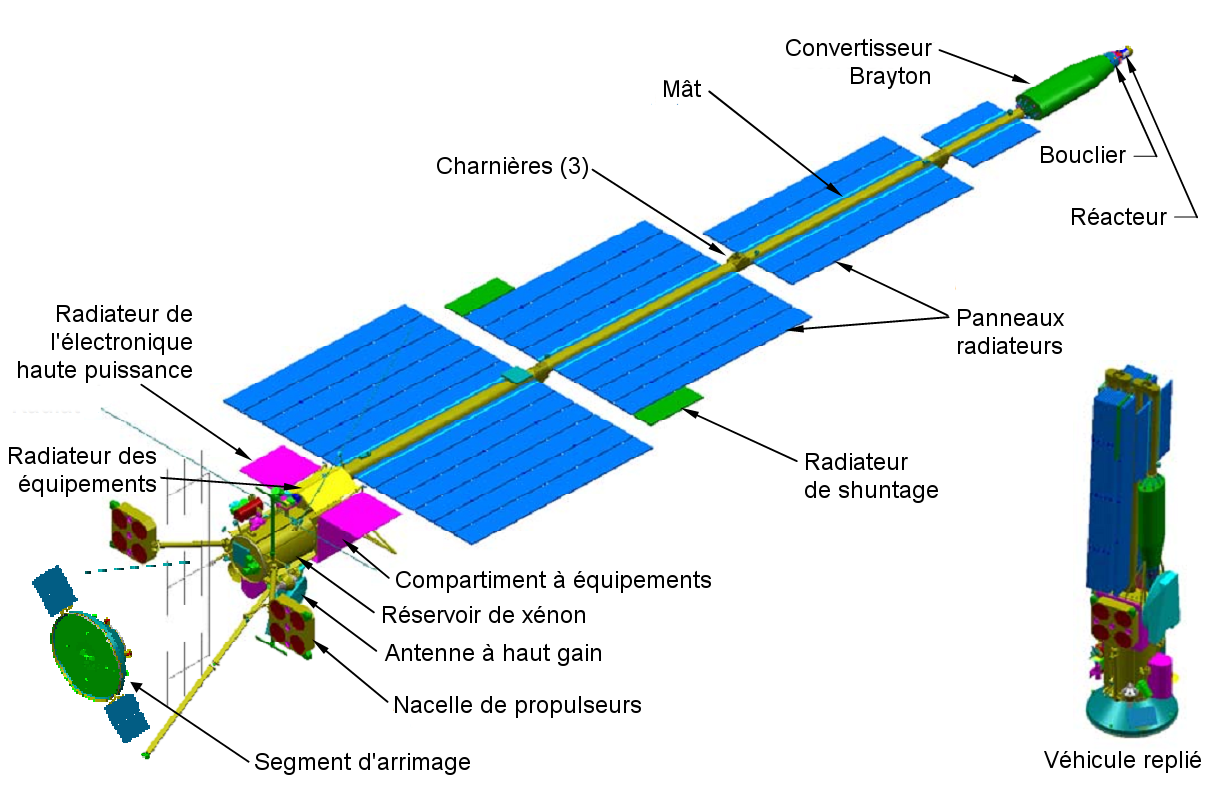
Schéma de la sonde spatiale géante Jupiter Icy Moons Orbiter. Les radiateurs chargés d'évacuer la chaleur excédentaire du système de conversion de l'énergie produite par le réacteur nucléaire représentent la plus grande partie du volume.

#### Jupiter Icy Moons Orbiter
Dans une démarche complètement opposée à celle de son prédécesseur, l'administrateur aux commandes de la NASA au début des années 2000 décide l'étude de missions très ambitieuses reposant sur l'utilisation dans l'espace de l'énergie nucléaire (Projet Prometheus). La mission Jupiter Icy Moons Orbiter (JIMO), dont l'objectif est l'exploration des lunes glacées de Jupiter avec comme cible principale Europe, est la seule dont l'étude est poussée. D'une masse de 36 tonnes la sonde spatiale utilise un réacteur nucléaire  fournissant 200 kilowatts qui alimente des moteurs ioniques permettant d'effectuer des manœuvres orbitales (delta-V total de 35 km/s). Cette énorme capacité de manœuvre devait lui permettre de successivement quitter l'orbite basse terrestre pour se diriger vers Jupiter, s'insérer en orbite autour de la planète géante, modifier cette orbite pour survoler sous différents angles les lunes galiléennes et s'insérer successivement en orbite autour de chacune de ces lunes pour des études plus poussées. La sonde spatiale devait emporter 500 kilogrammes d'instrumentation scientifique. Ce projet au coût démesuré (16 milliards $, alors que l'allocation budgétaire annuelle pour le développement des missions interplanétaires est inférieure à un milliard de dollars) est abandonné en 2005 lorsque l'administrateur quitte son poste et que la priorité est accordée au programme spatial habité,,.

#### Jupiter Europa Orbiter

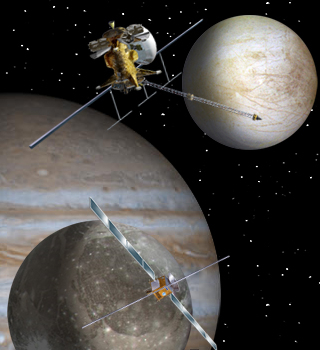
Vue d'artiste de Jupiter Europa Orbiter (en haut) et de la sonde européenne JGO.

Malgré l'abandon en 2002 du projet Europa Orbiter le JPL poursuit l'étude d'une mission vers Europe centrée sur l'emport d'un radar. À la même époque l'Agence spatiale européenne étudie un concept de mission, baptisé Laplace, composé dans l'idéal de trois sondes spatiales recueillant des données de manière synchronisée : un engin spatial en orbite autour d'Europe et deux engins spatiaux en orbite autour de Jupiter, l'un recueillant des données de l'ensemble du système jovien grâce à des instruments de télédétection l'autre étudiant in situ la magnétosphère de Jupiter. Les scientifiques américains et européens décident en 2008 de fusionner leurs deux études pour former la Europa and Jupiter System Mission (EJSM). Celle-ci repose sur deux engins spatiaux d'une masse à vide unitaire de 1700 kilogrammes dont plus de 100 kilogrammes d'instrumentation. L'agence spatiale européenne a la charge de la sonde spatiale Jupiter Ganymede Orbiter (JGO) qui, après s'être placé en orbite autour de Jupiter et avoir survolé à plusieurs reprises les satellites galiléens, s'insère en orbite autour de Ganymède pour l'étudier en profondeur. La NASA (JPL) de son côté doit développer la mission  Jupiter Europa Orbiter (JEO), centrée sur l'étude de la lune Europe. Le cout est évalué initialement à 2 milliards US$ pour JEO et 1 milliard US$ pour JGO. Contrairement au projet Jupiter Icy Moons Orbiter, JEO repose sur des techniques maîtrisées. L'énergie est fournie par un générateur thermoélectrique à radioisotope multi-mission fournissant 540 watts en fin de mission. L'antenne parabolique de quatre mètres de diamètre garantit des communications avec la Terre à débit élevé. La charge utile est constituée de trois caméras fournissant des images dont la résolution peut atteindre un mètre. Un spectromètre fonctionnant en lumière visible et dans l'infrarouge, un spectromètre ultraviolet et un spectromètre imageur fonctionnant dans l'infrarouge thermique sont chargés de recueillir des données sur les matériaux autres que la glace. Un altimètre laser doit fournir d'établir un relevé de la topographie de la surface d'Europe et de mesurer les déformations induites par les forces de marée générées par Jupiter. L'instrument le plus important est un radar qui est chargé de caractériser la structure d'Europe jusqu'à une profondeur de 30 kilomètres avec une résolution spatiale verticale de 10 mètres dans les premiers kilomètres puis de 100 mètres. JEO doit effectuer une étude approfondie du système jovien avant de se placer en orbite autour d'Europe pour une durée de neuf mois. Mais le coût du projet JEO, qui a atteint 4,3 milliards $ à l'issue d'études plus poussées, est considéré comme très élevé par l'agence spatiale américaine et JEO est abandonné en 2011. L'Agence spatiale européenne de son côté poursuit les études de JGO et décide en 2012 de développer la mission rebaptisée JUICE, qui sera lancée en 2023,.
| Caractéristique                | Europa Orbiter                                | Jupiter Icy Moons Orbiter                      | Jupiter Europa Orbiter | Europa Clipper            | Europa Orbiter (2012) |
| ------------------------------ | --------------------------------------------- | ---------------------------------------------- | ---------------------- | ------------------------- | --------------------- |
| Début de l'étude               | 1997                                          | 2000                                           | 2008                   | 2012                      | 2012                  |
| Statut                         | abandon (2000)                                | abandon (2005)                                 | abandon (2011)         | en cours de développement | à l'étude             |
| Coût                           | 190 Mns USD$ ⇒ 1,4 Md USD$                    | 16 Mds USD$                                    | 4,3 Mds USD$           | 2,1 Mds USD$              | 1,4 Md USD$           |
| Caractéristiques de la mission | Orbiteur                                      | Orbiteur                                       | Orbiteur               | 45 survols                | Orbiteur              |
| Durée (consacrée à Europe)     | 1 mois                                        | ?                                              | 9 mois                 | 3,5 ans                   | 1 mois                |
| Production énergie             | RTG                                           | Moteur à fission nucléaire                     | RTG                    | Panneaux solaires         | Panneaux solaires ?   |
| Autres caractéristiques        | Mission à très bas coût masse totale < 200 kg | Objectifs comprenant d'autres lunes de Jupiter |                        |                           |                       |

### Étude préliminaire deEuropa Clipper
À la suite de l'abandon de Jupiter Europa Orbiter , l'agence spatiale américaine décide d'étudier en 2012 trois types de mission vers Europe — un orbiteur, un engin effectuant des survols et un atterrisseur — en imposant une limite budgétaire de deux milliards de dollars. Le projet d'atterrisseur est rapidement éliminé, faute d'informations suffisamment précises sur les sites les plus intéressants sur le plan scientifique ainsi que sur la topographie des zones d'atterrissage. Compte tenu de l'enveloppe budgétaire imposée, l'orbiteur a une durée de vie estimée à 30 jours. La version effectuant des survols doit réaliser 34 passages à proximité de la lune en accumulant l'équivalent de six jours d'observation. Malgré cette durée d'observation beaucoup plus brève, cette sonde peut retourner près de trois fois plus de données car le débit en transmission est beaucoup plus faible que le volume collecté par les instruments : la sonde spatiale dispose en effet de sept à dix jours entre chaque survol pour transférer les données. Compte tenu des objectifs poursuivis, la mission effectuant des survols est préférée car elle permet une bonne mise en œuvre des instruments clés, comme le radar chargé d'observer sous la glace ou le spectromètre infrarouge chargé d'identifier les éléments chimiques présents. Au cours des deux années suivantes, les caractéristiques de la mission sont affinées : 11 survols sont ajoutés et des instruments complémentaires sont étudiés. Le projet, dont le coût est désormais évalué à 2,1 milliards $, est rebaptisé Europa Clipper. Toutefois, les responsables de la NASA ne souhaitent pas lancer immédiatement les développements car ils ne disposent pas des fonds nécessaires dans les prévisions budgétaires.

### Lancement du projetEuropa Clipper

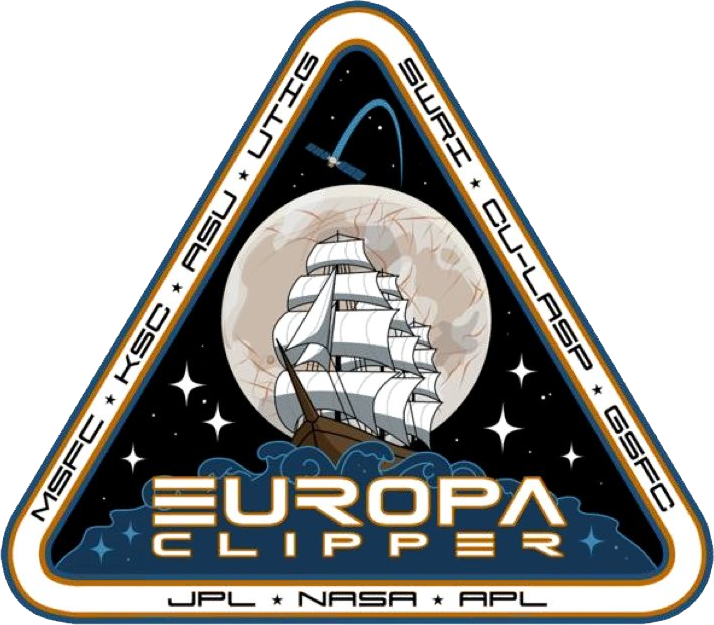
Sigle de la mission Europa Clipper.

Le projet Europa Clipper est pratiquement imposé à la NASA par le représentant républicain du Texas John Culberson au début des années 2010. Alors que l'administrateur de la NASA Charles F. Bolden , qui sait qu'un tel projet sera très coûteux, préfère ne pas se lancer dans une aventure qui risque de ne pouvoir aboutir faute de moyens financiers. Culberson, utilise son poste de président de la commission des affaires spatiales qui lui confère un rôle décisif dans l'allocation des fonds à l'agence spatiale. Ainsi le représentant du Texas alloue, sans demande de la part de l'agence, 43 millions $ au projet en 2013 puis 80 millions en 2014. Avec ces fonds la NASA réalise en 2014 une étude pour parvenir à un projet d'un coût inférieur à un milliard de dollars. Elle finit par accepter en 2015 d'intégrer le projet dans son planning. L'agence spatiale lance alors un appel à propositions auprès de la communauté scientifique pour sélectionner les instruments qui seront installés à bord de la sonde spatiale. En mai 2015, l'agence annonce qu'après avoir passé en revue 33 propositions d'instrument, elle en retient neuf.
En 2015, Culberson, après avoir interrogé les spécialistes du JPL, propose d'ajouter un atterrisseur à l'orbiteur. Les ingénieurs évaluent le surcoût à 1 milliard $. Mais Culberson, qui est relativement isolé dans son soutien au projet d'atterrisseur, perd son siège au cours des élections de 2018. Aucune somme n'est directement allouée au projet d'atterrisseur dans le cadre des budgets des années 2018 et 2019. L'ajout d'un petit engin se détachant de la sonde spatiale pour échantillonner les geysers potentiels a été également écarté dès 2016 pour des raisons budgétaires.

## Construction de la sonde spatiale
La sonde spatiale est construite, assemblée et testée entre 2019 et 2024 principalement par le Jet Propulsion Laboratory (JPL, établissement de la NASA) avec une participation importante du laboratoire Applied Physics Laboratory (APL)  tandis que les instruments scientifiques sont fournis par différents instituts de recherche et certains centres de la NASA. Compte tenu de sa complexité le développement du projet connait relativement peu de péripéties hormis le choix du lanceur (enjeux essentiellement politiques). Le cout final est de 5 milliards de dollars pour l'ensemble de la mission.

### Intervenants
La réalisation de la sonde spatiale est prise en charge principalement d'une part par le Jet Propulsion Laboratory (JPL), établissement californien de la NASA qui développe en particulier l'avionique contenue dans le caisson blindé, et d'autre part par le laboratoire Applied Physics Laboratory, qui fournit le module de propulsion, le système de télécommunications et les panneaux solaires (la réalisation de ces derniers est sous-traitée à Airbus Pays-Bas). Le JPL est par ailleurs chargé de superviser l'ensemble du projet. Les instruments scientifiques sont fournis par les établissements de la NASA JPL et Goddard, les instituts de recherche APL (deux instruments) et Southwest Research Institute (deux également), ainsi que par plusieurs universités. Le responsable scientifique de la mission est en 2024 Robert Pappalardo du JPL.

### Choix d'architecture
Malgré le blindage entourant l'avionique d'Europa Clipper, le rayonnement intense dans lequel baigne Europe ne permettrait pas à la sonde spatiale de survivre  longtemps si elle se plaçait en orbite autour de la lune. Les responsables de la mission choisissent donc de placer la sonde spatiale sur une orbite autour de Jupiter qui lui permettra en survolant Europe à chaque révolution de recueillir des données tout en limitant le temps d'exposition au rayonnement. Comme dans le cas de la mission Juno lancée en 2011 à destination de Jupiter, l'énergie électrique de la sonde spatiale est fournie par des panneaux solaires plus lourds que les générateurs thermoélectriques à radioisotope (RTG) mais moins couteux. Cette décision permet également de préserver le faible stock de plutonium-238 pour des missions ne pouvant pas se passer de RTG. À l'époque où ce choix est acté, le stock de plutonium est tout juste suffisant pour permettre l'équipement de la sonde spatiale Mars 2020 et les installations de fabrication de cet élément radioactif, hors d'âge, doivent être remplacées,.

### Divergences sur le lanceur et la date de lancement
Parmi les sujets débattus  lors de la préparation du budget de la NASA de 2019 figure le montant alloué au projet Europa Clipper. Les partisans de la mission au Congrès des États-Unis souhaitent que la mission soit lancée au plus vite. Le lancement précoce (initialement 2022) nécessitait que l'enveloppe budgétaire au projet en 2018 (plus de 400 millions $) soit reconduite en 2019 et les années suivantes. Les responsables de la NASA proposent un calendrier moins agressif (lancement en 2025) avec un niveau de financement limité à 200 millions $ en 2019 puis une montée en puissance progressive au cours des années suivantes.
Le Sénat tente également d'imposer le lanceur lourd de la NASA Space Launch System (SLS). Celui-ci devait permettre d'atteindre Jupiter en deux ans et demi au lieu de six ans avec les lanceurs commerciaux comme le lanceur Delta IV (ce lanceur moins puissant impose des manœuvres d'assistance gravitationnelle de Vénus et de la Terre pour atteindre Jupiter). Le lanceur lourd Falcon Heavy de SpaceX, dont la procédure de certification par la NASA devrait prendre quelques années, ne fait initialement pas partie de ceux envisagés. Mais le choix du lanceur SLS entraîne un surcoût important. Alors que le lancement par une fusée commerciale coûterait au plus 500 millions $, le recours à la fusée SLS est évalué à 876 millions $ par les officiels de la NASA ou à deux milliards par les représentants de la Maison-Blanche, qui incluent les coûts fixes induits par la nécessité pour Boeing de redimensionner ses installations pour produire la fusée dont le vol est prévu en 2024.
Si les retards de développement du SLS imposent une modification du calendrier, le programme spatial habité Artemis aura la priorité. Toutefois, le choix du SLS est poussé par le Congrès américain sans que les scientifiques et les ingénieurs de la NASA ne soient consultés. Les préférences de ces derniers va à un lanceur commercial moins coûteux et dont la disponibilité n'est pas tributaire des aléas de développement chroniques du SLS. Cependant, le Sénat assouplit en juillet 2020, sa position, laissant la porte ouverte à l'utilisation d'un lanceur Falcon Heavy d'un troisième étage qui serait doté pour répondre aux besoins spécifiques de la mission.
En février 2021, prenant acte des retards accumulés par le projet SLS et de l'échec partiel d'un test de mise à feu sur banc d'essais (16 janvier 2021), le responsable scientifique de la mission Europa Clipper, Robert Pappalardo, annonce, lors d'une conférence de l'Outer Planets Assessment Group de la NASA (OPAG, groupe chargé par la NASA d'identifier les priorités scientifiques et d'exploration dans le système solaire externe) le 10 février 2021, que la décision a été prise de renoncer à recourir au lanceur SLS. SpaceX est finalement choisie le 23 juillet 2021 dans le cadre d'un contrat de 178 millions $.

### De la conception détaillée au lancement

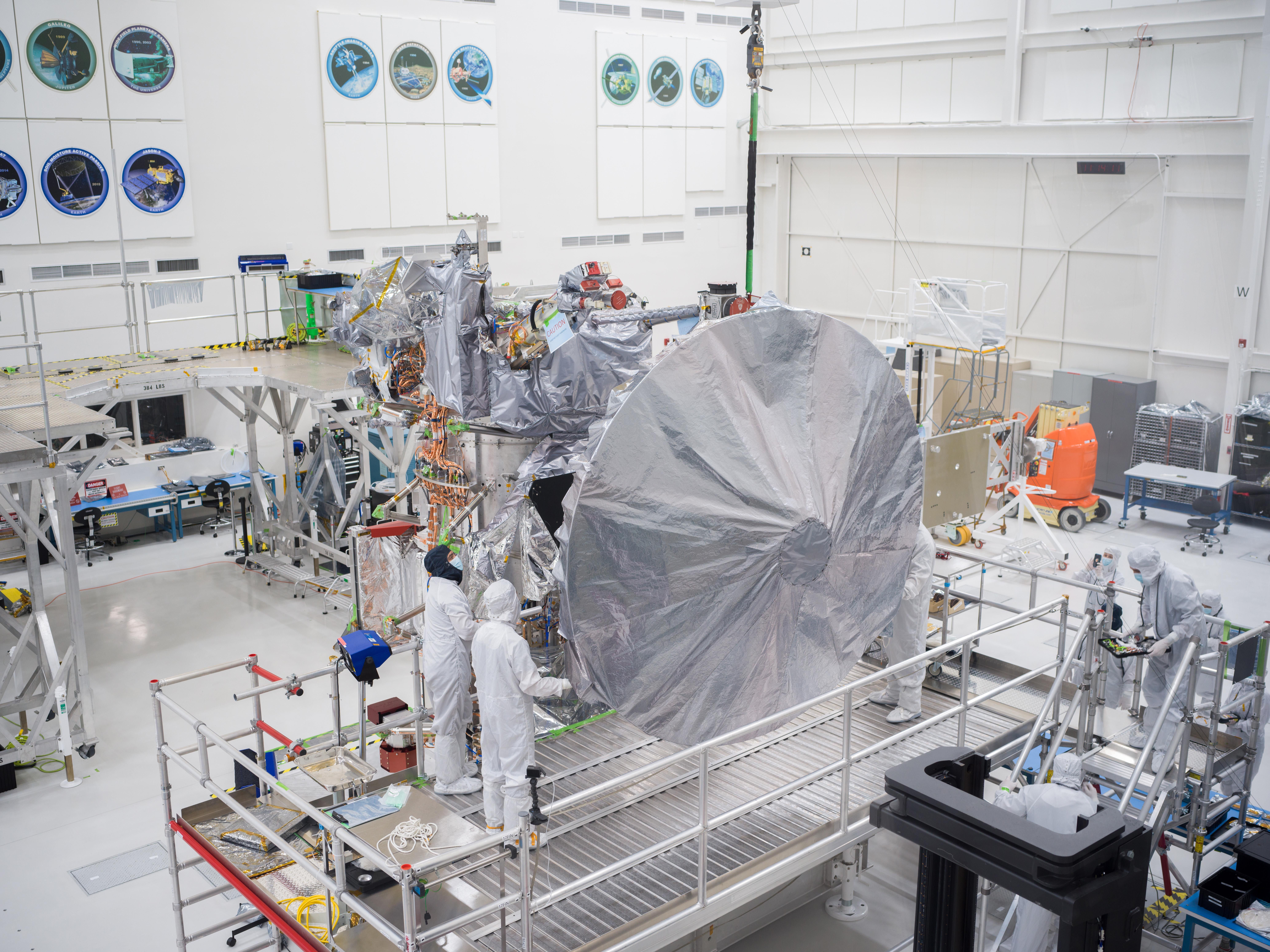
La sonde spatiale Europa Clipper en cours d'assemblage.

La NASA donne son feu vert à la construction de la sonde spatiale (phase C) en aout 2019. Le budget total, y compris le lancement et la phase opérationnelle, est fixé à cette date à 4,25 milliards US$ et le lancement est planifié en 2023 ou, si le lanceur retenu est le SLS (voir paragraphe précédent), en 2025. En mars 2019, avant même le lancement de la phase de fabrication, la NASA décide d'abandonner le développement du magnétomètre ICEMAG dont le coût estimé est désormais de 45,6 millions US$ soit 16 millions US$ de plus que l'enveloppe prévue. Ce magnétomètre sera remplacé par un instrument de même type mais moins complexe. En 2020 différentes mesures (remplacement du responsable, suppression de certaines fonctionnalités, ...) sont prises pour trois autres instruments (MASPEX, EIS, MISE) dans le but de stopper le dérapage de leur cout de développement.
L'assemblage de la sonde spatiale commence début 2022. Mais cette phase est perturbée par la réception tardive de certains composants (instruments scientifiques et avionique) ainsi que par la tension existant dans les effectifs du Jet Propulsion Laboratory fortement sollicités par le grand nombre de projets en cours de développement au sein de l'établissement. Pour tenter de tenir la date de lancement fixée à octobre 2024, plusieurs mesures coûteuses sont prises dont le travail en 3x8 et le report du développement de certains logiciels qui ne seront utilisés que dans la phase scientifique de la mission et pourront être téléchargés durant le vol vers Jupiter. En mai 2024, quelques mois avant la date de lancement, des tests démontrent que des transistors de type MOSFET, fournis par un sous-traitant et utilisés comme interrupteurs, pourraient ne pas résister au niveau de rayonnement subi par la sonde spatiale. Pour les remplacer, il faudrait ouvrir le caisson blindé qui a été scellé, une opération très lourde qui entraînerait le report d'un an de la mission. Finalement, la NASA, à l'issue de quatre mois de tests intensifs portant sur 200 circuits, annonce début septembre 2024 que ces composants ne mettent pas en risque la mission et donne son feu vert pour le lancement en octobre,.
En juin 2024 le coût du projet est évalué à 5 milliards de dollars dont 1 272 millions US$ pour la phase opérationnelle (post lancement). Le projet a dépassé de 17,6 % son budget fixé initialement (août 2019) à 4,25 milliards US$.

## Objectifs de la mission
Le but principal de Europa Clipper est d'étudier la lune Europe pour déterminer si celle-ci réunit toutes les conditions permettant d'y abriter la vie : présence d'eau à l'état liquide, présence des molécules organiques nécessaires à la formation d'organismes vivants, disponibilité de sources d'énergie, stabilité des conditions à une échelle de temps géologique pour permettre à des organismes complexes de se former. Par contre les instruments embarqués ne permettent pas détecter des formes de vie,. Les instruments de la sonde spatiale  ne lui permettent pas de détecter la présence de la vie c'est-à-dire par exemple d'identifier la présence de micro-organismes dans le panache produit par un geyser. Les trois objectifs principaux de la missions sont :
- s'assurer de la présence d'eau sous la croûte de glace ou au sein de la glace et déterminer les caractéristiques de l'eau présente ainsi que les processus d'échanges entre la surface et l'océan intérieur ;
- déterminer la distribution et la composition chimique des principaux constituants de la lune et les liens existant avec la composition de l'océan ;
- déterminer les caractéristiques et le mode de genèse des formations se trouvant à la surface y compris les sites reflétant une activité récente.

Ces trois objectifs ainsi que plusieurs objectifs secondaires sont détaillés ci-dessous.

### Structure interne d'Europe (océan et banquise)

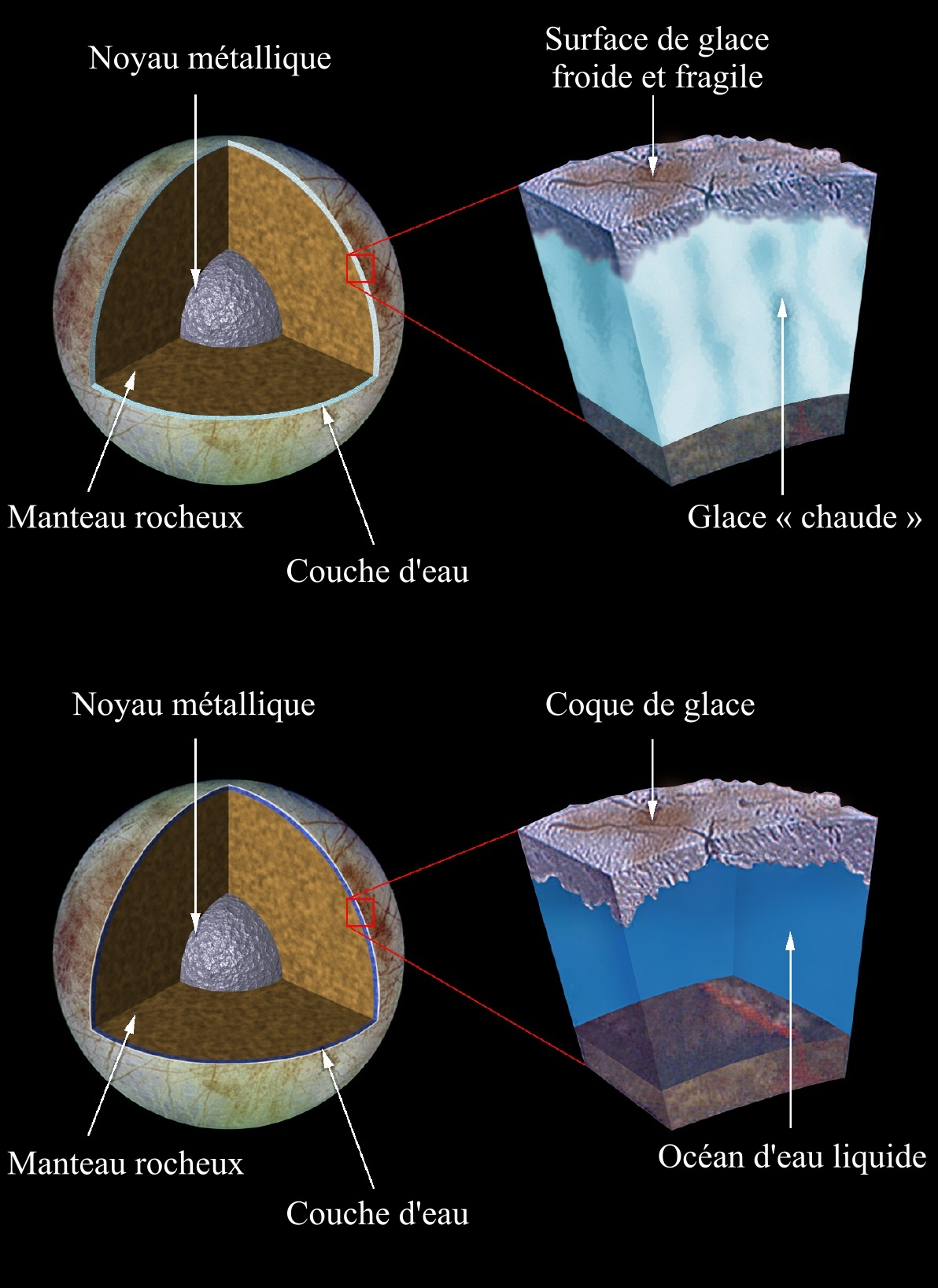
Il existe deux modélisations de la structure interne d'Europe : sous la banquise rigide et froide l'une suppose la présence d'un océan subglaciaire tandis que l'autre repose sur une couche sous-jacente de glace chaude animée de mouvements convectifs.

Le premier objectif majeur de la mission porte sur la détermination des caractériques de la banquise recouvrant Europe et de toutes les masses d'eau situées sous la surface (poches d'eau ou océan subglaciaire). Il s'agit notamment d'étudier l’hétérogénéité de la banquise, les propriétés de l'océan subglaciaire (dont la confirmation de son existence) et la nature des échanges entre ce dernier, la banquise et la surface de la Lune. Les caractéristiques de ces échanges jouent un rôle critique dans l'habitabilité de l'océan. Cet objectif se décline en cinq thématiques scientifiques :
- Échanges impliquant les structures souterraines situées en profondeur : distribution verticale de l'eau située en profondeur, structure de la banquise et processus d'échange entre l'océan, la banquise et la surface ;
- Échanges impliquant les structures souterraines à faible profondeur : distribution verticale des poches d'eau situées à faible profondeur, structure de la banquise, échanges entre la surface et la banquise ;
- Propriétés de la banquise : épaisseur et propriétés thermophysiques ;
- Propriétés de l'océan : confirmation de son existence, profondeur, salinité et composition ;
- Recherche des anomalies thermiques en surface (thème partagé avec l'objectif géologique).

La détermination de la structure interne d'Europe se fait par le biais de quatre types d'investigation : mesure de l'induction électromagnétique (mesure du champ magnétique et du plasma), sondage des structures internes (via un radar), évaluation des déformations dues aux forces de marée (radio science et géodésie) et imagerie thermique (cartographie à l'aide de la caméra infrarouge thermique).

### Composition interne, en surface et de l'exosphère

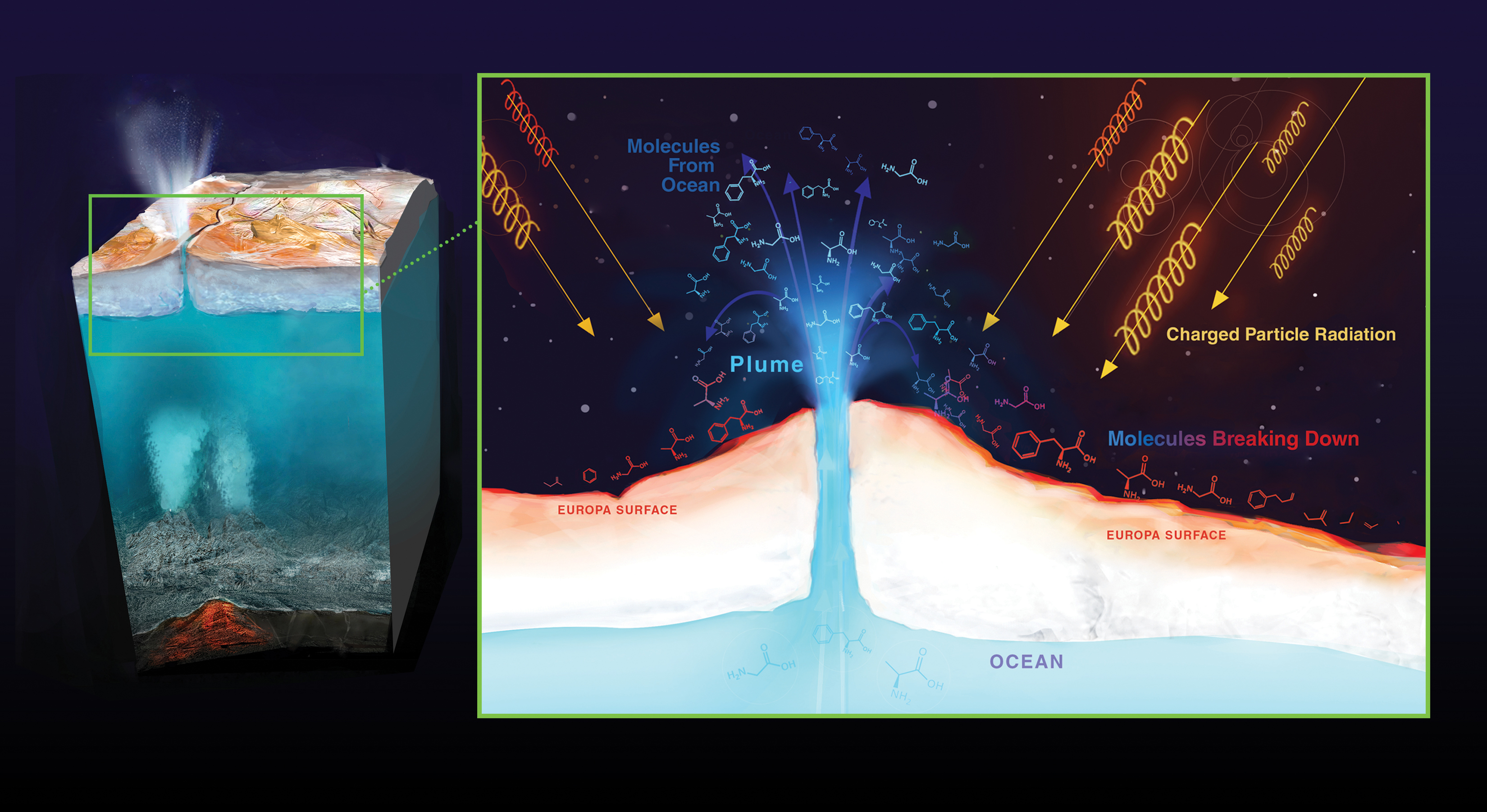
La composition chimique des matériaux déposés à la surface en provenance de l'océan subglaciaire est modifiée par le rayonnement intense dans lequel baigne Europe. La reconstitution de la composition chimique d'origine nécessite de comprendre les processus à l’œuvre en surface.

La mesure de la composition de la surface, de la banquise, de l'océan subglaciaire et de l'exosphère constitue le deuxième objectif principal de la mission. Il s'agit de déterminer l'habitabilité de l'océan subglaciaire en identifiant les éléments et les processus chimiques. Les propriétés  de l'océan ne peuvent être obtenues que de manière indirecte à travers l'observation de l'exosphère et de la surface. Six thèmes scientifiques sont arbordés :
- Cartographie globale de la composition de la surface : éléments chimiques présents et processus, distribution et variabilité à grande échelle ;
- Composition des structures géologiques : éléments chimiques hors glace en particulier les composants organiques à une échelle régionale et au niveau de chaque type de structure ;
- Composition et source de l'atmosphère ténue d'Europe (exosphère définie par la sphère de Hill < 8,5 rayons d'Europe : volatils hors morceaux de glace, particules, plasma, ionosphère et éventuellement panaches de geysers) ;
- Composition de l'environnement spatial (= au-delà de la sphère de Hill ) : volatils hors morceaux de glace, particules et plasma.
- Recherche et caractérisation des panaches des geysers à distance (thème partagé avec l'objectif géologique) ;
- Détection in situ (dans l'espace) des panaches des geysers et caractérisation de ceux-ci.

### Géologie

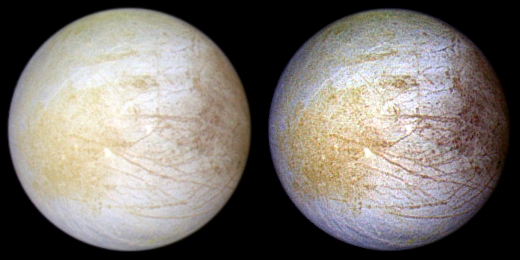
La surface d'Europe est composée de glace d'eau et sans doute de sels (taches brunes et rouges).

Le troisième objectif principal  porte sur la géologie d'Europe. Il s'agit de comprendre la formation des structures visibles en surface dont celles résultant d'une activité récente ainsi que d'identifier et caractériser des sites sélectionnés pour leur importance scientifique élevée. Parmi ceux-ci figurent les sources des geysers et les formations associées à des anomalies thermiques. Cet objectif se décline en six thèmes scientifiques : 
- Cartographie globale de la surface : distribution globale des structures et détermination des relations existant entre elles ;
- Géologie des structures : morphologie, topographie, corrélations des compositions et inventaire des types de structure ;
- Propriétés de la surface à l'échelle local : morphologie, propriétés thermophysiques et mécaniques ;
- Recherche et caractérisation des panaches de geyser ;
- Recherche des anomalies thermiques reflétant une activité récente ou actuelle ;
- Recherche d'indices reflétant une activité récente ou actuelle.

### Activité récente ou actuelle
La mission spatiale doit confirmer l'existence d'une activité géologique récente ou actuelle à la surface d'Europe. Les informations collectées pour remplir chacun des trois objectifs principaux de la mission contribueront à identifier et caractériser cette activité. La surface d'Europe, géologiquement récente, suggère que des processus ont par le passé fait disparaitre les terrains anciens et ces processus pourraient être observés aujourd'hui par la sonde spatiale. Les processus en cause pourraient être le cryovolcanisme, la tectonique, l'impact de météorites, la sublimation et la production de panaches par les geysers. Ces derniers ont, semble-t-il, été observés par le télescope spatial Hubble et la sonde spatiale Galiléo dont les données ont été réanalysées. Europa Clipper doit continuer à rechercher et caractériser les panaches des geysers ainsi que les dépôts formés par eux sur le sol. Parmi les autres indices d'activité figurent les anomalies thermiques, l'observation directe de modifications physiques ou de la composition de la surface ainsi que la détection de matériaux récemment déposés.

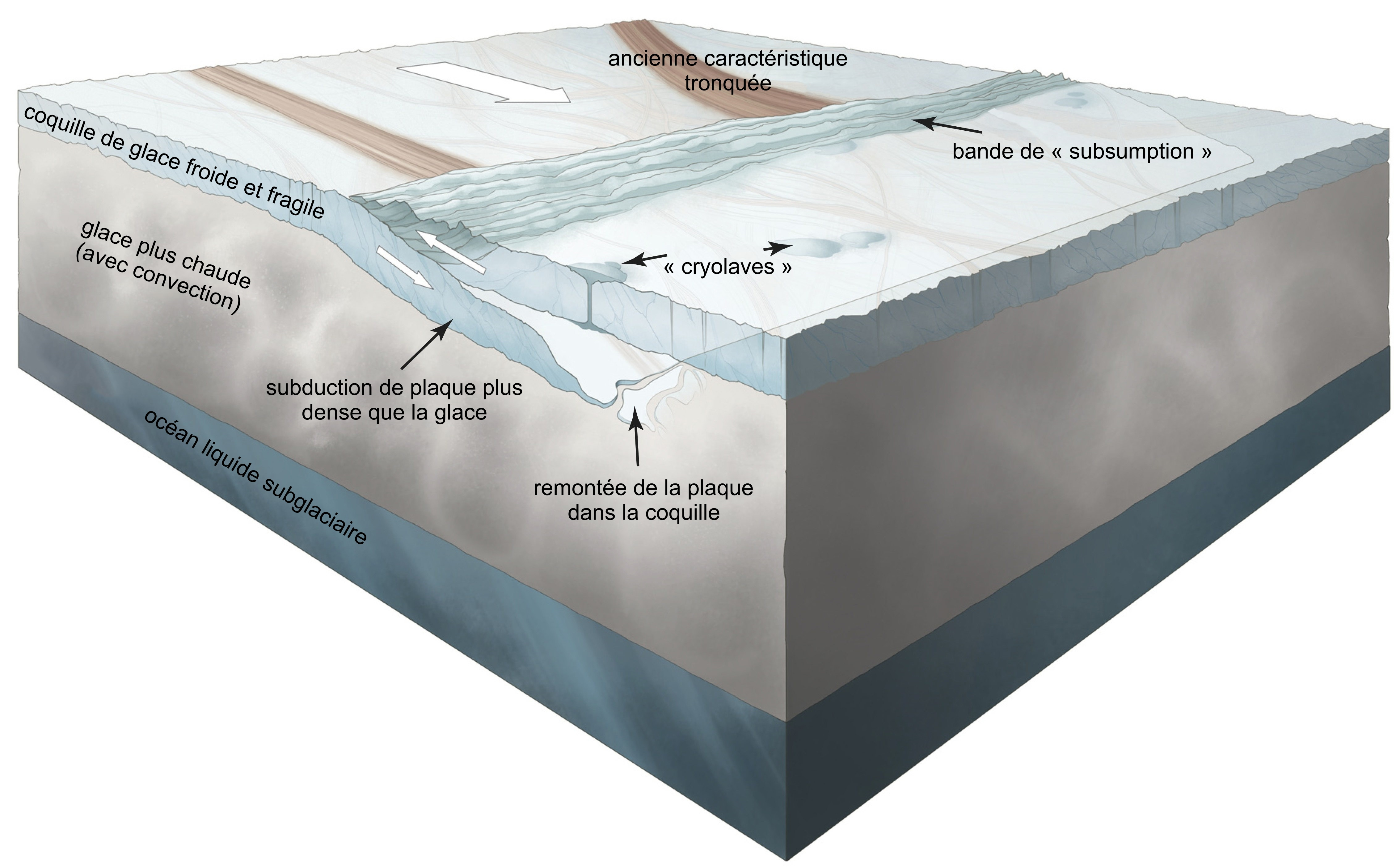
Europe pourrait présenter une forme de tectonique des plaques à l'origine des formations observées à sa surface.

### Environnement radiatif
Europe se trouve au bord de la ceinture de radiations générée par la magnétosphère particulièrement intense de Jupiter qui accélère fortement les particules présentes. Europa Clipper ne séjourne que très peu de temps dans cette ceinture qu'elle traverse au moment de son survol de la Lune. Sur le reste de sa trajectoire elle se trouve dans une région de la magnétosphère de Jupiter ou le rayonnement est relativement bénin. Les particules accélérées bombardent la surface d'Europe très peu protégée par son exosphère trop peu dense et sont à l'origine de formations sombres observées au sol. Les mesures du plasma et de l'environnement radiatif par les instruments de la sonde spatiale doivent fournir des informations vitales pour caractériser l'impact de ces particules et fournir un contexte aux autres données recueillies.

### Géodésie
L'étude de la géodésie d'Europe est au cœur de nombreuses investigations menées dans le cadre de la mission. Un référentiel géodésique commun est nécessaire pour mettre en relation les données recueillies, les opérations et l'ingénierie. Ce référentiel est défini par l'évolution de la vitesse de rotation et la forme d'Europe. D'autres paramètres géodésiques clés restent à préciser ou à affiner comme l'existence de librations à différentes périodes, l'obliquité et la position des pôles, les éphémérides d'Europe et des autres lunes galiléennes. Les observations géodésiques comprennent la cartographie du champ gravitationnel d'Europe ainsi que la mesure des nombres de Love) k2 et h2, qui permettent de déterminer la réponse de la lune aux forces de marées et qui dépendent en particulier de la présence et de la profondeur de l'océan subglaciaire.

### Préparation d'une mission en surface (atterrisseur)
Une mission d'exploration au sol fixe (atterrisseur) ou mobile (astromobile) constitue une suite logique de la mission Europa Clipper. Elle a déjà fait l'objet d'études par la NASA notamment dans le cadre du projet Europa Lander. Pour réaliser une telle mission il est nécessaire de disposer des données détaillées sur la surface qui permettent d'identifier des sites potentiels d'atterrissage répondant à la fois aux objectifs scientifiques (astrobiologie ou autre) et aux contraintes techniques. Bien que Europa Clipper n'ait pas d'objectif destiné à cette tâche, la sonde spatiale joue un rôle critique via les données qu'elle collecte durant la phase de survol d'Europe lorsque la distance au sol est inférieure à 100 kilomètres.

## Déroulement prévisionnel de la mission
La mission Europa Clipper est lancée le 14 octobre 2024 par une fusée Falcon Heavy. Son transit vers Jupiter dure plus de cinq ans. Pour gagner en vitesse elle effectue durant cette période deux manœuvres d'assistance gravitationnelle en survolant la planète Mars puis la Terre. Elle s'insère en orbite autour de Jupiter en avril 2030 et effectue durant les six mois suivants des manœuvres dans le but d'abaisser son orbite autour de la planète géante. Enfin, en mai 2031, elle entame la phase de recueil des données scientifiques qui s'achève en septembre 2034. Durant cette période elle boucle environ 50 orbites autour de Jupiter en survolant à chaque fois Europe à des distances comprises entre 25 et 2 700 kilomètres.
- Europa Clipper
- Terre
- Jupiter
- Soleil
- Mars

- Europa Clipper
- Europe
- Callisto
- Io

### Lancement et transit vers Jupiter (2024-2030)

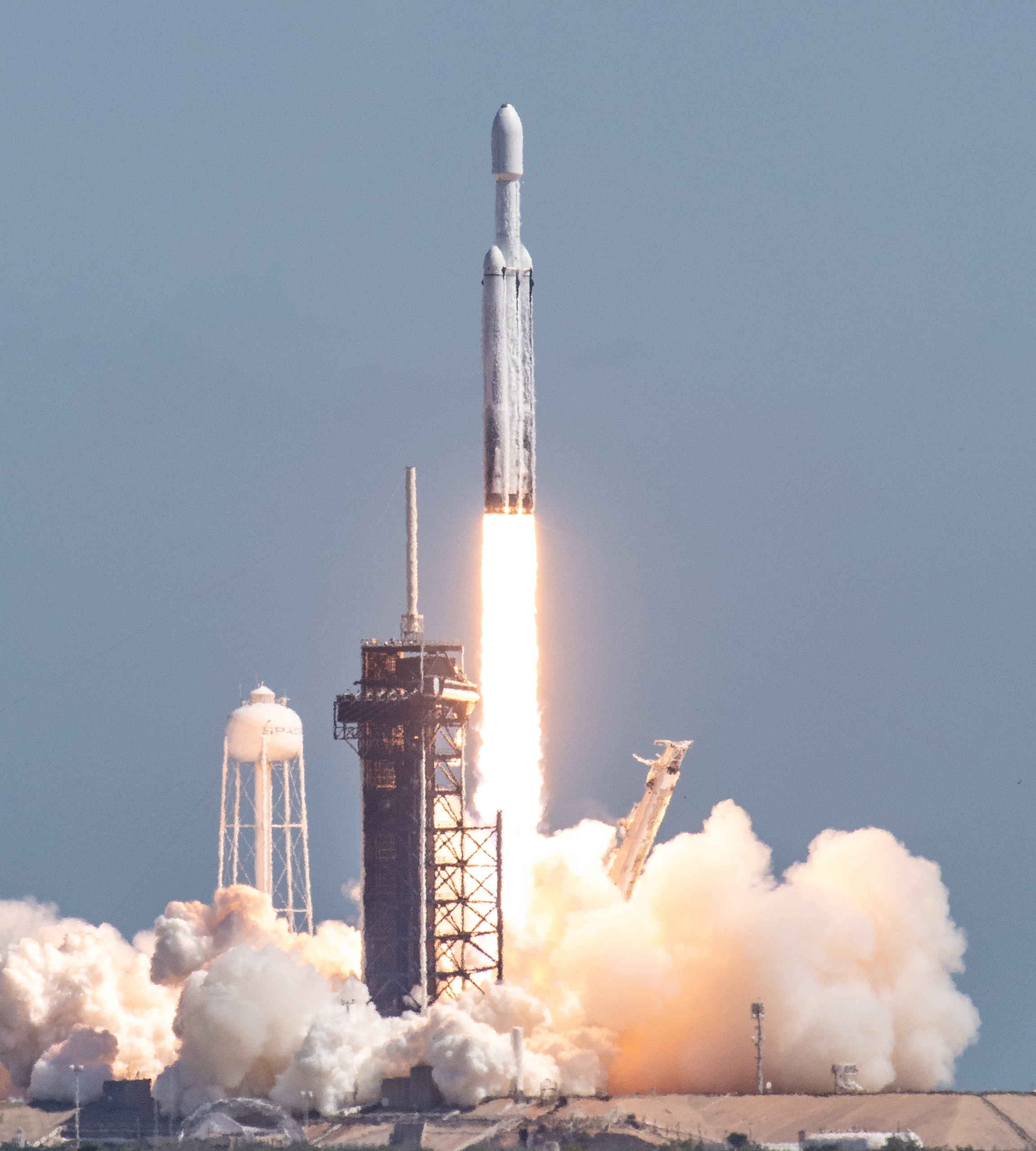
Décollage du lanceur Falcon Heavy avec à son bord la sonde spatiale Europa Clipper.

La première fenêtre de lancement de Europa Clipper s'ouvre le 10 octobre 2024 et se referme trois semaines plus tard. La sonde spatiale est placée en orbite lancée par un lanceur lourd Falcon Heavy de SpaceX le 14 octobre 2024 dans sa version non récupérable qui a décollé depuis la base de lancement de Cape Canaveral. Si pour une raison ou une autre la sonde spatiale ne pouvait décoller durant la fenêtre de lancement d'octobre, le lancement aurait été reporté à novembre 2025 (ouverture de la fenêtre de lancement suivante du fait des contraintes de mécanique céleste). La fusée place initialement la sonde spatiale sur une orbite basse (165 × 185 kilomètres avec une inclinaison orbitale de 32 degrés) puis le deuxième étage est rallumé et Europa Clipper est injecté sur une orbite héliocentrique (1 × 2,7 au) qui doit l'amener à survoler la planète Mars avant de revenir au niveau de l'orbite de la Terre,.
Compte tenu de la masse élevée d'Europa Clipper (environ six tonnes), le lanceur ne permet pas de communiquer à la sonde spatiale une vitesse  suffisante pour qu'elle puisse s'extraire du puits gravitationnel du Soleil jusqu'à Jupiter. Pour y parvenir la sonde spatiale doit accroitre sa vitesse en effectuant à deux reprises une manœuvre d'assistance gravitationnelle via un survol des planètes intérieures. Ces manœuvres, qui imposent de boucler une orbite supplémentaire autour du Soleil, prolongent la durée du transit jusqu'à Jupiter qui atteint 5,5 ans. Le 1er mars 2025 à 18h57, la sonde spatiale effectue une première manœuvre d'assistance gravitationnelle en passant à faible distance de la planète Mars (882,5 kilomètres). La deuxième manœuvre d'assistance gravitationnelle est réalisée le 3 décembre 2026 par le survol de la Terre à une distance d'environ 3 200 kilomètres. À la suite de ce survol, la sonde spatiale dispose d'une vitesse suffisante pour atteindre Jupiter.

### Insertion en orbite autour de Jupiter et manœuvres d'ajustement de l'orbite (avril 2030-mai 2031)
En avril 2030 la sonde spatiale arrive à proximité de Jupiter et met en marche sa propulsion pour réduire sa vitesse et s'insérer en orbite autour de la planète géante. Il faut six heures de fonctionnement continu (une durée exceptionnellement longue qui a nécessité une conception spécifique des moteurs-fusées et des vérifications approfondies) pour que l'insertion en orbite soit réussie. Durant cette manœuvre la sonde spatiale survole Ganymède, une des lunes de Jupiter. D'octobre 2030 à mai 2031, Europa Clipper boucle plusieurs orbites autour de Jupiter au cours desquelles elles effectuant de multiples manoeuvres d'assistance gravitationnelle en survolant les lunes de Jupiter dont Ganymède. Celles-ci lui permettent de diminuer progressivement la distance de son orbite autour de Jupiter et de se placer sur une orbite en résonance avec la lune Europe. Durant cette phase elle survole pour la première fois cette lune au cours du printemps 2031. À compter de mai 2031 la sonde spatiale circule sur l'orbite visée, qu'elle boucle en 21 jours, et le recueil des données scientifiques peut commencer.

### Phase de recueil des données scientifiques (mai 2031-2034)

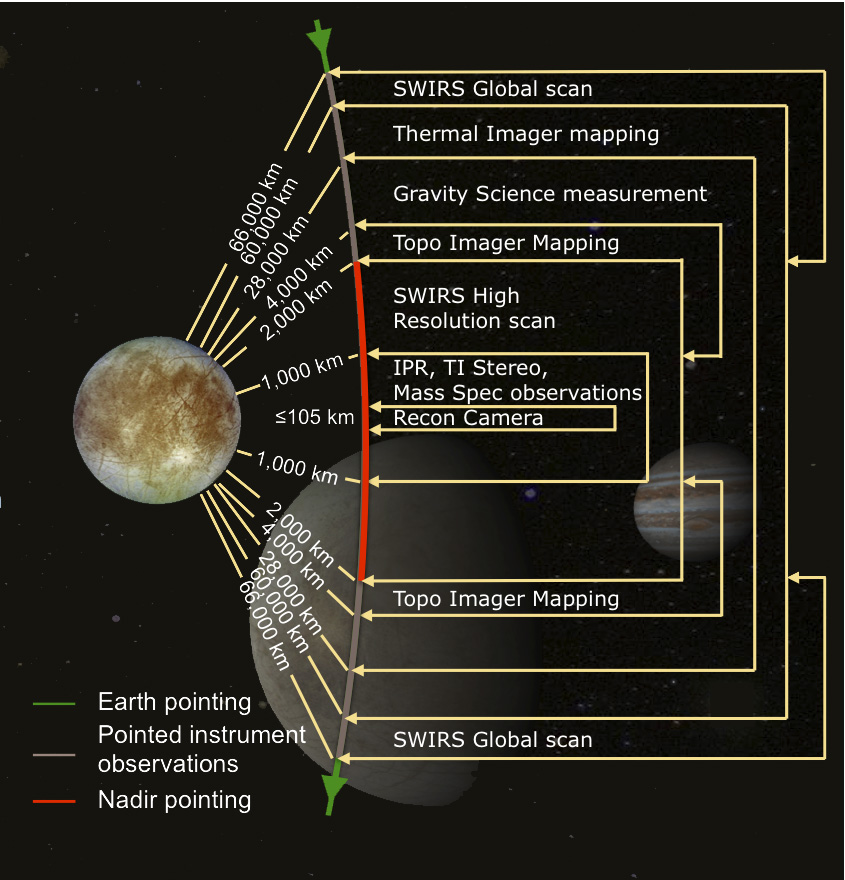
Séquence de mise en œuvre des instruments durant un survol d'Europe.

Au cours de sa mission scientifique qui doit durer 3,5 ans, la sonde spatiale va effectuer 45 survols de la lune Europe à des distances comprises entre 25 et 2 700 km. Cette partie de la mission est découpée en deux phases : de mai 2031 à mai 2033 les survols d'Europe s'effectuent au-dessus de la face de la Lune opposée à Jupiter tandis que de mai 2033 à septembre 2034 les survols s'effectuent en survolant le côté d'Europe faisant face à Jupiter.
Il est prévu que la sonde spatiale utilise l'assistance gravitationnelle de la lune pour modifier la région survolée de manière à effectuer successivement des observations détaillées de la majeure partie de la surface dans de bonnes conditions d'éclairage. À chaque survol, les observations se décomposent en quatre phases :
- durant la phase d'approche, des vues avec une résolution réduite sont réalisées avec le spectromètre infrarouge ;
- lorsque la Lune n'est plus distante que de 1 000 km, les instruments suivants sont activés : le radar chargé d'effectuer des observations sous la glace, la caméra qui réalise des images de la topographie et le spectromètre de masse neutre qui détermine la composition chimique de la surface ;
- lorsque la distance est inférieure à 400 km, le radar collecte des données et les deux autres instruments fonctionnent de manière continue ;
- au-delà de cette distance, lorsque la sonde spatiale s'éloigne d'Europe, le spectromètre infrarouge prend à nouveau des vues à faible et haute résolution.

Une fois les 45 survols effectués, la mission d'Europa Clipper pourrait être prolongée pour réaliser des survols supplémentaires de Europe si son électronique a pu résister aux traversées périodiques de la ceinture de radiation (l'épaisseur du blindage est conçue pour permettre à la sonde spatiale de survivre à une dose de radiations double de celle prévue).

### Synergie avec les missions spatiales Juno et JUICE et les observatoires spatiaux et terrestres
Les télescopes spatiaux Hubble et JWST, des observatoires terrestres ainsi que les deux sondes spatiales Juno et JUICE présentes dans le système jovien doivent permettre de prolonger dans le temps la série de données collectées par Europa Clipper et de fournir des données complémentaires par exemple en effectuant des observations dans des longueurs d'onde non couvertes par les instruments embarqués. Les objectifs de la sonde spatiale Juno, depuis le prolongement de sa mission dans le système jovien en 2021, incluent l'étude des interactions entre Europe et la magnétosphère de Jupiter, de sa banquise jusqu'à une profondeur de 10 kilomètres et des interactions entre sa surface et son exosphère. Juno a effectué en 2022 un survol d'Europe à une altitude de 355 kilomètres qui a fourni des données permettant d'identifier d'éventuelles évolutions de sa surface lorsque Europa Clipper effectuera ses premières observations. Bien que lancée avant Europa Clipper (2023), la mission JUICE de l'Agence spatiale européenne arrivera dans le système jovien après Europa Clipper (2031) faute de disposer d'un lanceur suffisamment puissant. Avant de se placer en orbite autour de la lune Ganymède, objectif principal de sa mission, JUICE doit boucler 35 orbites autour de Jupiter en effectuant deux survols d'Europe à une altitude de 400 kilomètres. La sonde spatiale devrait recueillir les données fournies par ses nombreux instruments dont certains complémentaires de ceux d'Europa Clipper. Un groupe de travail a été mis sur pied pour identifier d'éventuelles observations conjointes et complémentaires lorsque les deux sondes spatiales se trouvent près d'Europe et à moins de 0,5 rayon jovien l'une de l'autre.

### Fin de la mission
À la fin de la mission, avant que les ergols ne soient épuisés ou que l'électronique ne soit complètement défaillante, il est prévu de précipiter la sonde spatiale sur la surface de Ganymède pour éviter une contamination d'Europe par des micro-organismes terrestres. L'impact devrait aider la mission JUICE de l'ESA à recueillir davantage d'informations sur la chimie de surface de Ganymède,. Dans un article de 2024, Pappalardo a déclaré que la mission durerait quatre ans en orbite autour de Jupiter et que l'élimination était prévue pour le 3 septembre 2034, si la NASA n'approuvait pas une prolongation de la mission.

## Caractéristiques de la sonde spatiale
Ayant une masse proche de six tonnes dont la moitié due aux ergols, Europa Clipper est l'un des engins les plus lourds jamais lancés dans l'espace pour explorer le système solaire. Parmi ses caractéristiques les plus marquantes figurent le recours à d'immenses panneaux solaires pour la fourniture de l'énergie malgré l'éloignement du Soleil et le regroupement de la majeure partie de l'avionique dans un caisson blindé pour  protéger ces équipements du rayonnement intense dans lequel baigne Europe.

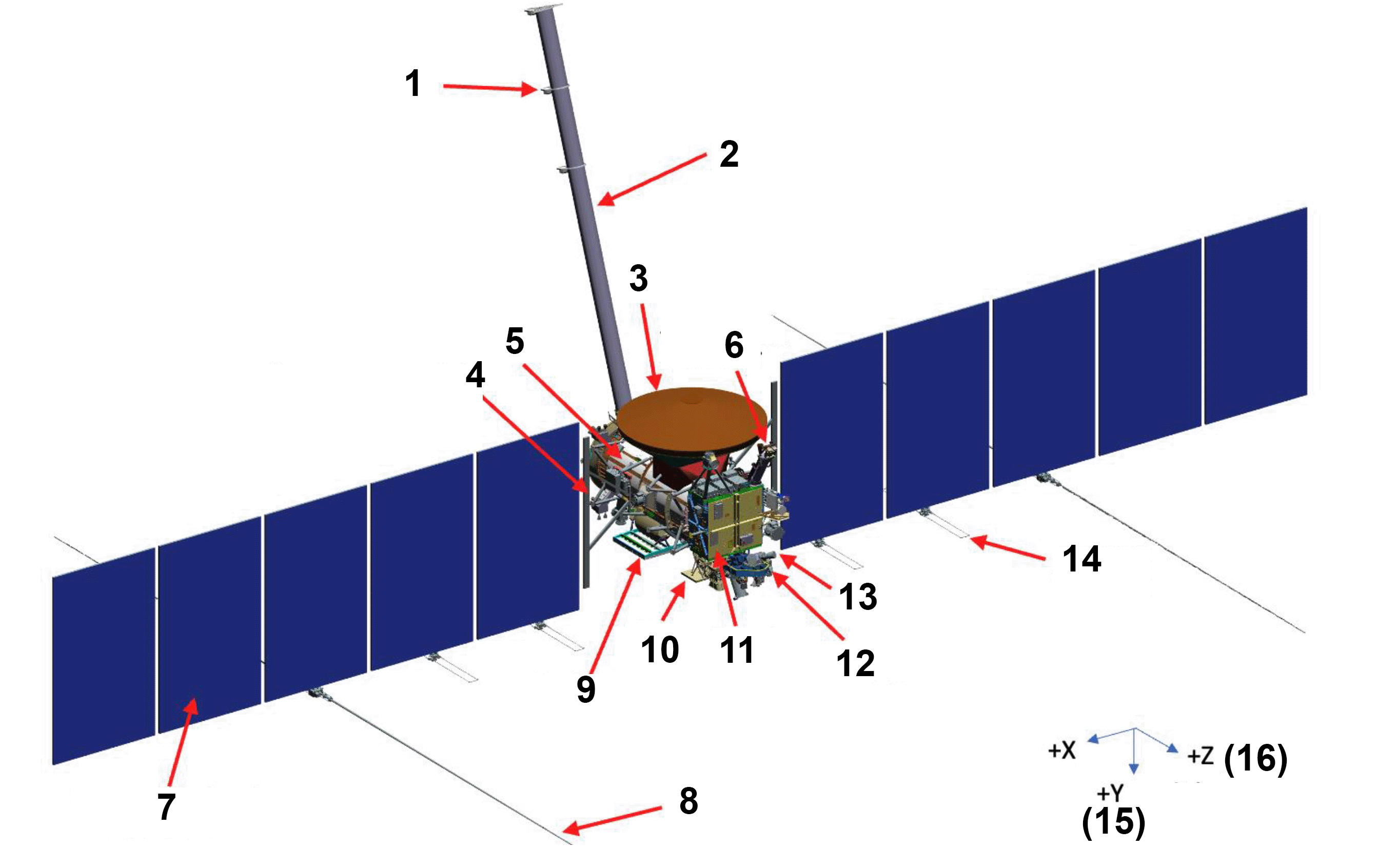
Schéma de la sonde spatiale : 1 Capteurs du magnétomètre ECM (x3) - 2 Perche du magnétomètre - 3 Antenne parabolique grand gain - 4 Grappe de moteurs-fusées (x 4 de 6 moteurs) - 5 Module de propulsion - 6 Groupe d'antennes moyen gain - 7 Panneaux solaires (10), face active - 8 Antennes haute fréquence du radar REASON (x 2) - 9 Radiateur - 10 Pare-Soleil - 11 Module de l'avionique (blindé) - 12 Pont supportant les instruments tournés vers la surface d'Europe - 13 Viseurs d'étoiles (x2) - 14 Antennes VHF du radar REASON (x 4) - 15 Nadir (tourné vers la surface de la lune Europe - 16 Sens de déplacement.

### Dimensions

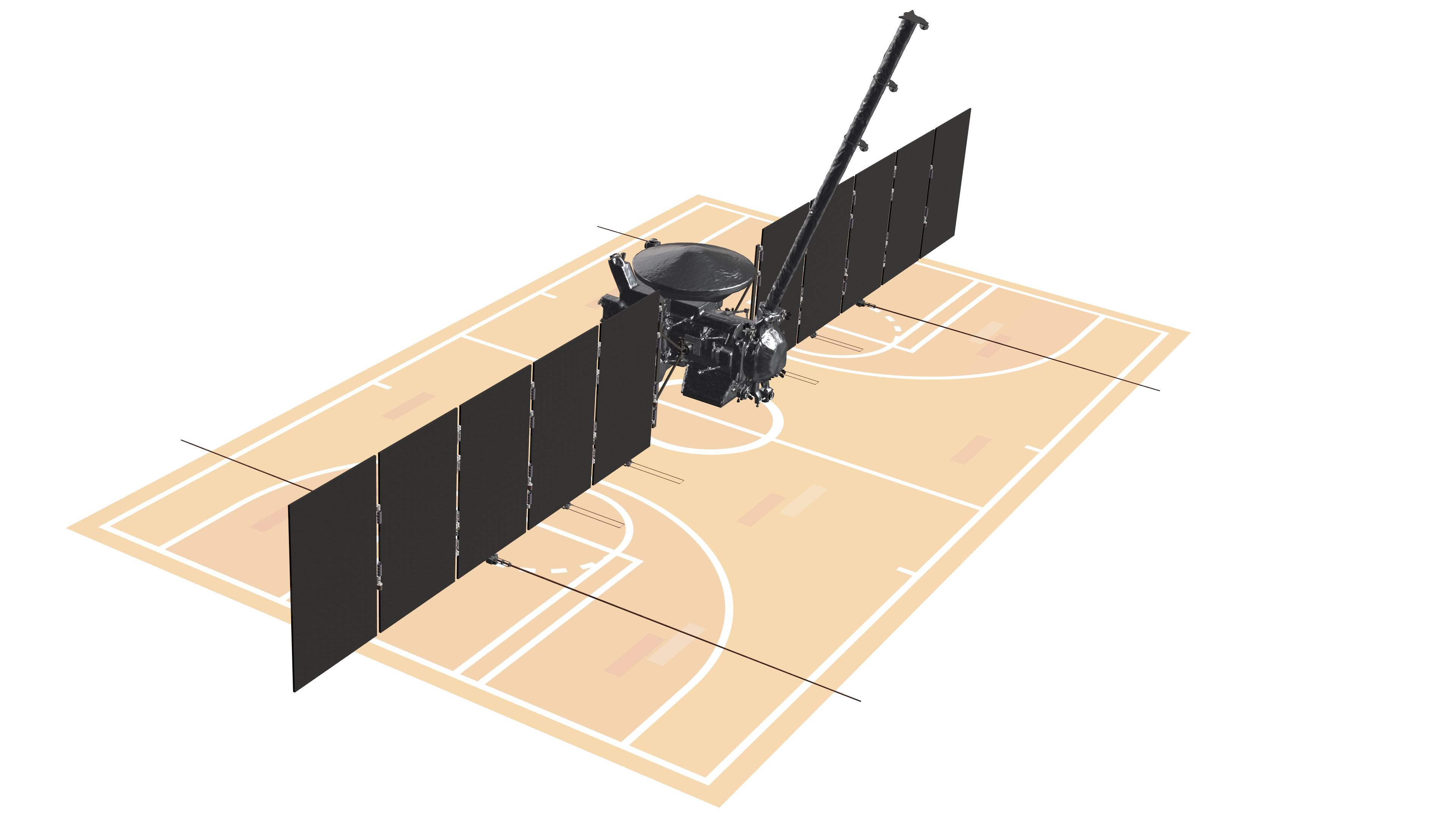
Lorsque tous ses appendices sont déployés la sonde spatiale Europe Clipper occupe une surface supérieure à celle d'un terrain de basket-ball.

Europa Clipper pèse environ 5 860 kilogrammes, soit à peu près la même masse que Cassini-Huygens qui est la sonde la plus lourde lancée par la NASA jusque-là vers les planètes externes du Système Solaire. Cette masse est un compromis car elle a dû être choisie avant même de connaître le lanceur utilisé et donc la capacité de celui-ci. Le réservoir d'ergols est conçu pour emporter 2 750 kg. L'hélium utilisé pour pressuriser le carburant représente 10 kg. Sur les 2 616 kg restants, 325 kg sont alloués aux différents instruments scientifiques. Il subsiste alors une marge de 273 kg (2018) pour prendre en compte l'alourdissement de la sonde spatiale durant la phase de conception détaillée,.

### Structure de la sonde spatiale
Le corps principal d'Europa Clipper est un parallélépipède large de 3 mètres, haut de 4,7 mètres et profond de 4 mètres. Un appendice long de 8,5 mètres, supportant les capteurs du magnétomètre est fixé sur ce corps central. Deux ensembles de panneaux solaires déployés de part et d'autre de celui-ci portent l'envergure de l'engin spatial à 30,5 mètres. Enfin des antennes radars longues de 17,6 mètres sont fixées aux panneaux solaires perpendiculairement à celui-ci. L'ensemble, lorsque tous les appendices sont déployés occupe une surface supérieure à celle d'un terrain de basket-ball. La sonde spatiale est composée de trois modules : le module de propulsion, le module de télécommunications et le module de l'avionique.

Vue d'ensemble
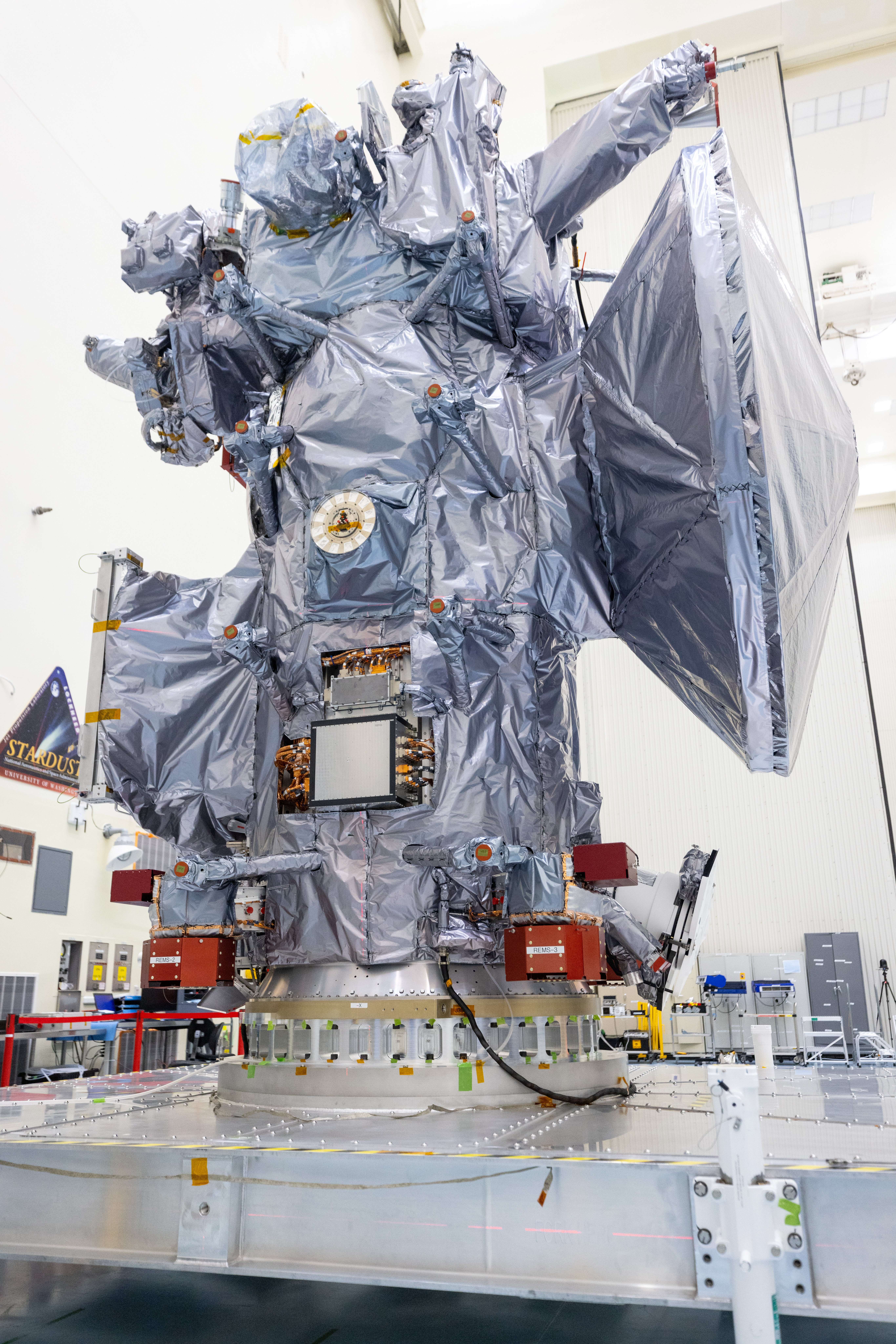
La sonde spatiale en cours d'assemblage début août 2024. Les panneaux solaires ne sont pas encore fixés.
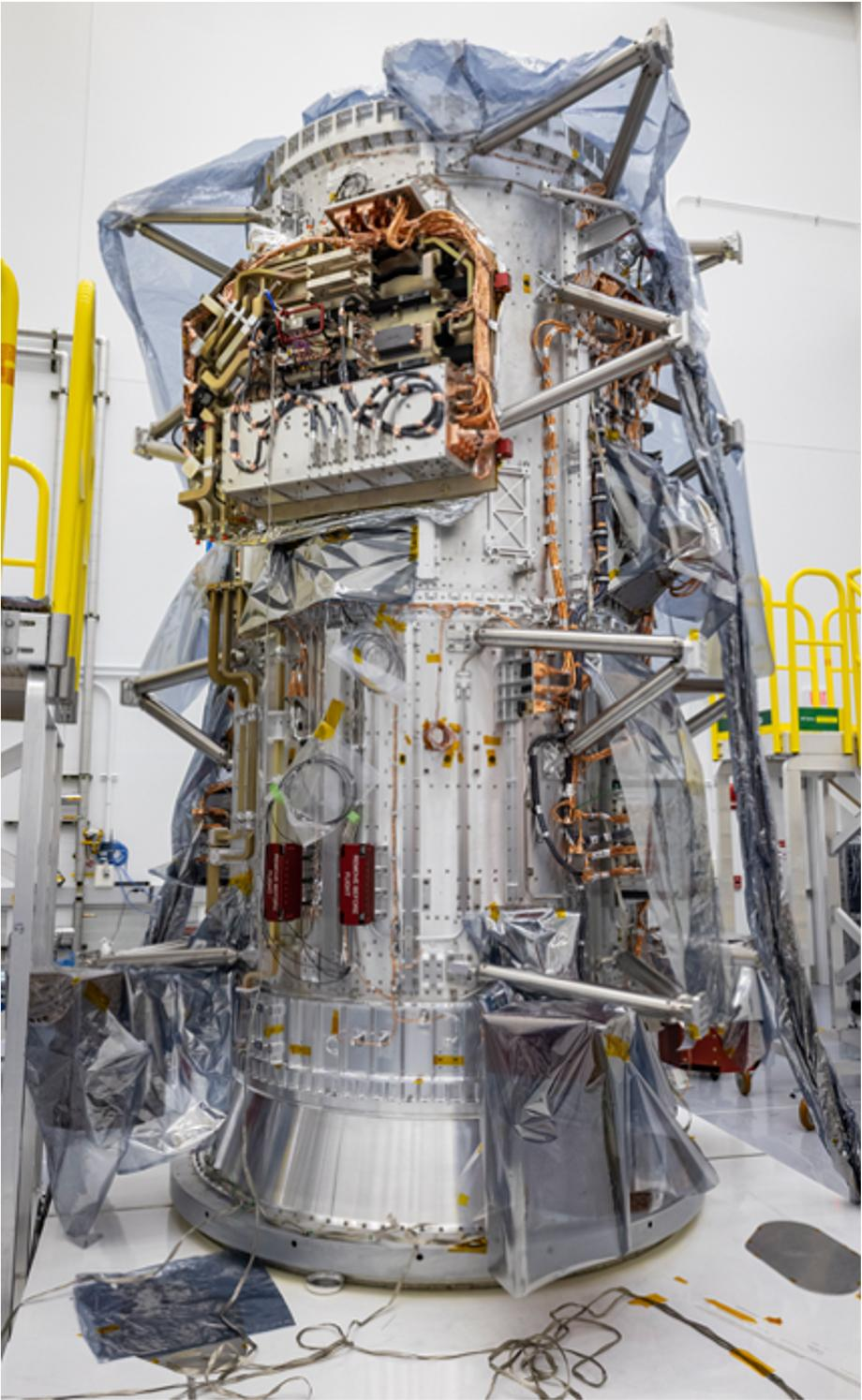
Module de propulsion d'Europa Clipper.

#### Module de propulsion
Le module de propulsion d'Europa Clipper est un cylindre en aluminium de 3 mètres de haut pour 1,5 mètre de diamètre. Il comprend les moteurs-fusées utilisés par la sonde spatiale, les réservoirs contenant les ergols utilisés par ces moteurs ainsi que les réservoirs d'hélium utilisé pour mettre sous pression les ergols. Sur ce module sont fixés les panneaux solaires et le module de télécommunications dont les antennes et les émetteurs-récepteurs radio. Les longues antennes du radar REASON sont fixées sur les bords des panneaux solaires tandis que l'antenne du magnétomètre ECM et le capteur inférieur de l'instrument PIMS sont montés sur la partie inférieure du module,.

#### Module avionique

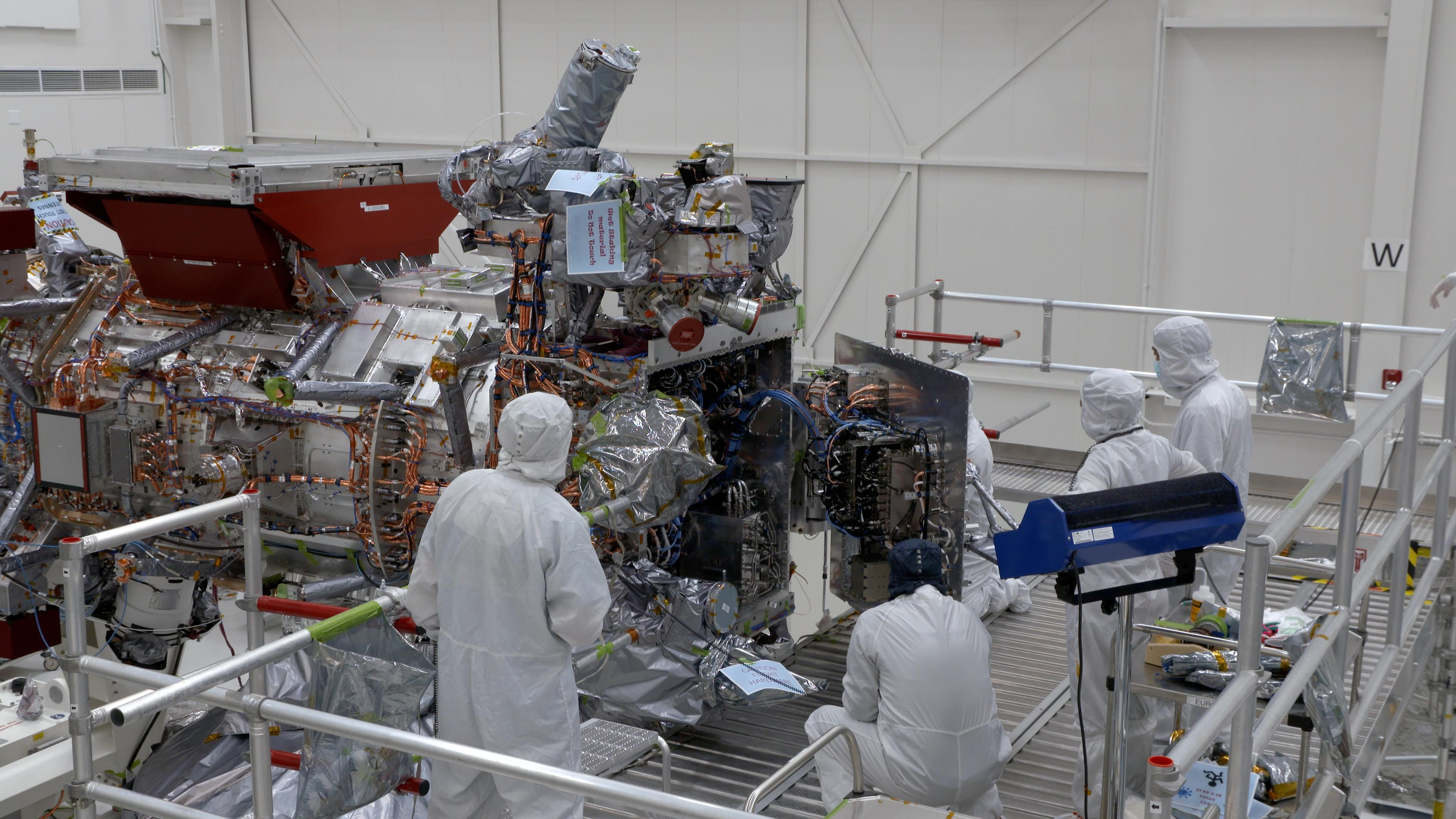
Fermeture du caisson blindé abritant l'électronique du module avionique.

Le principal composant du module avionique est le caisson blindé qui contient les composants électroniques les plus sensibles. L'orbite autour de Jupiter subit des rayonnements intenses qui dégradent progressivement les équipements et en particulier l'électronique. Pour protéger les composants les plus sensibles, ce qui inclut une grande partie de l'instrumentation scientifique, ceux-ci sont enfermés dans un unique caisson blindé (La solution d'un caisson blindé unique a été préférée au blindage de chaque composant individuel pour des raisons de poids) à l'image de ce qui a été fait pour la sonde Juno. Les parois de ce caisson sont réalisées en alliage d'aluminium de 9,2 millimètres d'épaisseur.
Par ailleurs les capteurs de huit des neuf instruments sont fixés à l'extérieur du caisson blindé : une plateforme fixée sur la face tournée vers le nadir lors du survol de la planète accueille les instruments devant observer à distance la planète (caméras, spectrographes, ...) tandis que les capteurs des instruments effectuant leurs observations in situ sont fixés sur la paroi externe faisant face à la direction de déplacement. D'autres structures secondaires sont fixées sur le caisson blindé.

### Production d'énergie

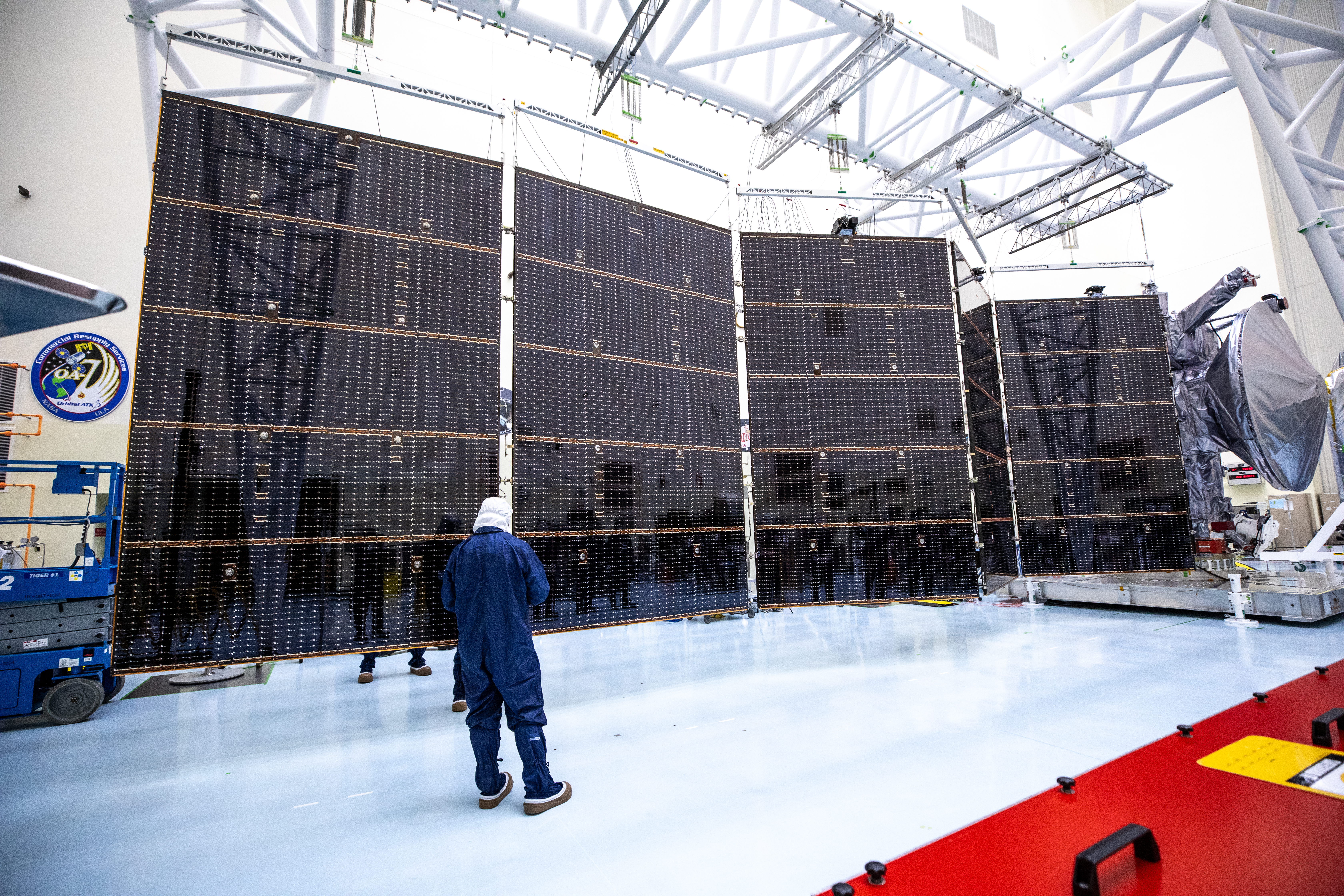
Les panneaux solaires d'Europa Clipper portent son envergure à plus de 30 mètres.

Comme dans le cas de la sonde spatiale Juno et malgré l'éloignement du Soleil dont le rayonnement est 25 fois moins puissant sur l'orbite autour de Jupiter qu'au niveau de la Terre, le choix a été fait de produire l'énergie alimentant la sonde spatiale à l'aide de panneaux solaires. Ce choix moins coûteux que le générateur thermoélectrique à radioisotope (RTG) est néanmoins pénalisant au niveau de la masse et rend les manœuvres et le contrôle d'attitude plus complexes compte tenu de la taille des panneaux. Ceux-ci sont fixés de part et d'autre du module de propulsion. De chaque côté cinq panneaux en enfilade formant un ensemble long de 14,2 mètres et haut de 4,1 mètres portant l'envergure de l'engin spatial à plus de 30 mètres. La surface totale des panneaux solaires est de 102 m2 et ils fournissent au niveau de Jupiter 700 watts en fin de mission (20 000 watts au niveau de la Terre au lancement). Les panneaux solaires sont orientables avec un degré de liberté (de −185° à +165°). L'énergie est stockée dans des batteries lithium-ion d'une capacité de 336 Ah en fin de mission,.

### Propulsion
La propulsion de la sonde spatiale est assurée par 24 moteurs-fusées à ergols liquides. Les ergols hypergoliques - monométhylhydrazine et peroxyde d'azote - sont mis sous pression par de l'hélium avant d'être injectés dans les chambres de combustion. Chaque moteur a une poussée unitaire de 27,5 newtons. Les ergols sont contenus dans deux réservoirs identiques de grande taille qui permettent d'emporter 2750 kilogrammes. Tous les composants sont maintenus à leur température de fonctionnement par un système de régulation thermique actif comprenant des résistances chauffantes et un circuit de refroidissement dans lequel circule un fluide caloporteur. 16 des moteurs formant deux groupes de 8 pour assurer la redondance sont utilisés  pour les manœuvres en fournissant une poussée cumulée de 220 newtons. Les huit autres moteurs (deux groupes de quatre) sont utilisés pour contrôler le roulis de la sonde spatiale.

### Ordinateur embarqué
L'ordinateur embarqué utilise un processeur RAD-750 avec 512 gigabits de mémoire de masse. Le bus est de type 1553.

### Télécommunications

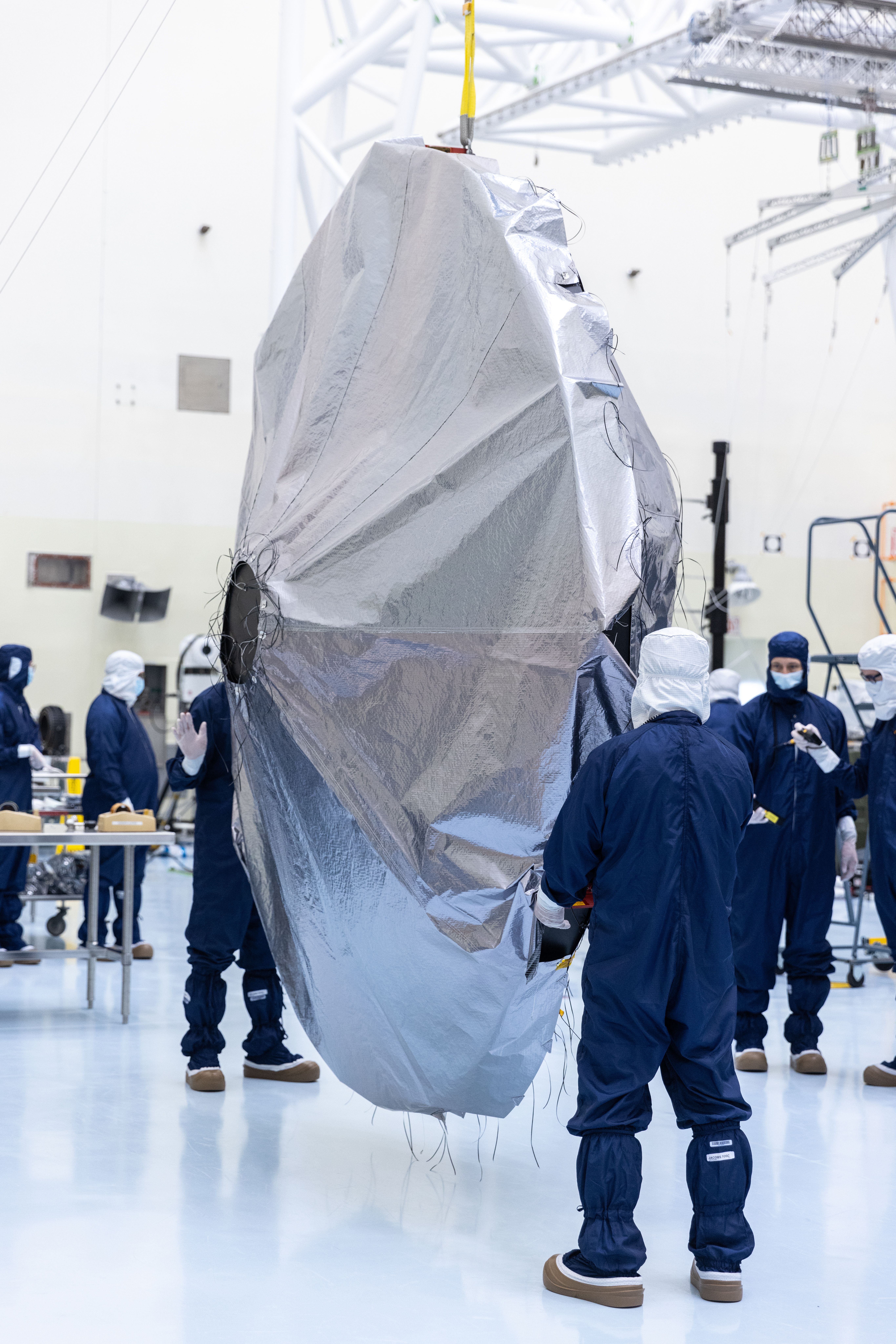
L'antenne parabolique de 3 mètres de diamètre.

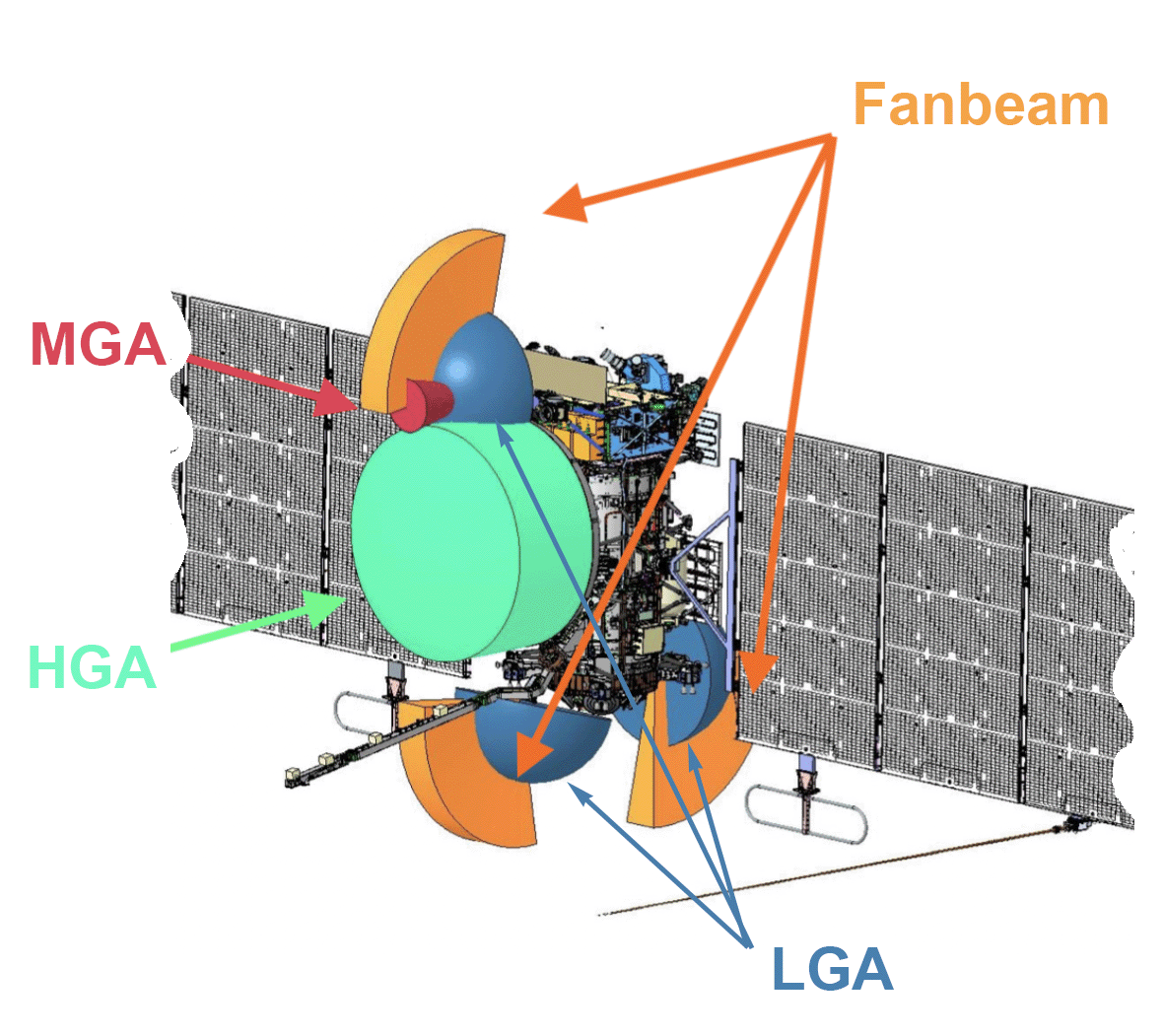
Position et forme du faisceau des différents types d'antennes embarquées : antenne grand gain (HGA), antenne moyen gain (MGA), antennes à faisceau plat (Fanbeam) et antennes faible gain (LGA).

Le système de télécommunications gère les liaisons entre la sonde spatiale et la Terre. Il permet la réception des commandes et l'envoi aux équipes au sol des données scientifiques recueillies par les instruments scientifiques embarqués et des télémesures fournissant des informations sur le fonctionnement de l'engin spatial. Les transmissions passent principalement par une antenne parabolique grand gain de 3 mètres de diamètre qui est fixée sur la face du module de propulsion tournée le plus souvent vers la Terre et le Soleil. Celle-ci est utilisée pour la liaison descendante (vers la Terre) en bande Ka ou X et la réception des commandes préparées par les équipes au sol en bande X. Le tube à ondes progressives utilisé dispose d'un exemplaire de rechange. La sonde spatiale dispose d'autres antennes de moindre capacité qui ne fonctionnent qu'en bande X et ne permettent pas le transfert des données scientifiques. Ce sont une antenne moyen gain, trois antennes à faisceau plat et trois antennes faible gain. Ces dernières, dont les capacités de transfert sont limitées, sont utilisées à proximité de la Terre, pour certaines manœuvres de contrôle d'attitude et pour les expériences de radio science. Durant la phase de transit se déroulant entre les orbites de la Terre et de Mars, les communications sont prises en charge principale par les antennes à faisceau plat. Lorsque la sonde spatiale a atteint sa destination finale le débit de la liaison descendante via l'antenne grand gain est de 16 kilobits/seconde en bande X et de 500 kilobits par seconde en bande Ka lorsqu'une antenne terrienne de 36 mètres est utilisée tandis que le débit sur la liaison montante est de deux kilobits par seconde. Le débit maximum atteint avec les autres antennes est de 10 bits par seconde (avec l'antenne moyen gain). Il est prévu de transférer environ 5,3 téraoctets de données au cours de la mission en bande Ka (liaison descendante). Les télémesures et les commandes sont envoyées dans les deux sens en bande X,.
| Caractéristiques et utilisation | Antenne grand gain                                                                             | Antenne moyen gain                                                                       | Antenne à faisceau plat | Antenne faible gain                 |
| --- | ---------------------------------------------------------------------------------------------- | ---------------------------------------------------------------------------------------- | --- | ----------------------------------- |
| Nombre antennes | 1                                                                                              | 1                                                                                        | 3 | 3                                   |
| Longueur d'ondes | Bande Ka et X                                                                                  | Bande X                                                                                  | Bande X | Bande X                             |
| Distribution angulaire du faisceau | ± 0,06° (bande Ka) ± 0.5° (bande X)                                                            | ± 16°                                                                                    | ± 50° le long de la trajectoire ± 15° perpendiculaire à la trajectoire                                                                                    | 2π steradians                       |
| Débit au niveau de Jupiter | Liaison descendante : 16 kbits/s (bande X ) et de 500 kb/s (bande Ka)¹ Liaison montante 2 kb/s |                                                                                          | |                                     |
| Utilisation en mode normal | Envoi de données durant le transit (X) et la phase scientifique (Ka)                           | - Durant la deuxième phase de transit - Solution de secours durant la phase scientifique | - Début du transit avec la sonde pointée vers le Soleil - Manœuvres (corrections de trajectoire et insertion en orbite autour de Jupiter) - Radio science | Lancement                           |
| Utilisation en mode survie² |                                                                                                | Durant la deuxième phase du transit et la phase scientifique                             | Durant la deuxième phase du transit et la phase scientifique                                                                                              | Durant la première phase du transit |
| ¹Avec une antenne de réception sur Terre de 36 m de diamètre ; ²En mode survie, un pointage précis ne peut plus être obtenu ce qui exclut le recours à l'antenne grand gain. |                                                                                                |                                                                                          | |                                     |

### Contrôle thermique
Le système de régulation thermique de Europa Clipper doit lui permettre de fonctionner aussi bien près du Soleil qu'au niveau de Jupiter (flux solaire 25 fois moins intense). Il doit rejeter ou au contraire produire de la chaleur en tenant compte à la fois de la phase de vol (éloignement du Soleil), de l'orientation de la sonde spatiale (face exposée à la chaleur), du type d'équipement (degré de tolérance aux variations thermiques, producteur ou non de chaleur) et de son utilisation (lorsqu'un instrument fonctionne, il génère de la chaleur, mais lorsqu'il est au repos il doit être éventuellement réchauffé). À l'intérieur du caisson blindé contenant les équipements les plus sensibles au rayonnement thermique, la température doit être maintenue entre -20 °C et +50 °C. Europa Clipper dispose d'un système baptisé HRS (Heat Redistribution System), qui redistribue la chaleur produite par les équipements enfermés dans le caisson blindé et l'envoie vers les autres équipements de la sonde spatiale. HRS permet de réduire le nombre de résistances chauffantes utilisées traditionnellement mais qui présentent l'inconvénient de consommer le peu d'énergie électrique disponible au niveau de l'orbite de Jupiter. Une des innovations introduites par ce système est qu'il sera utilisé pour réchauffer (mise à feu) ou évacuer la chaleur (fonctionnement) des moteurs-fusées utilisés pour propulser la sonde spatiale. La distribution de la chaleur est effectuée par un fluide caloporteur, le CFC-11, qui circule dans un réseau de tubulures en aluminium, long de 100 mètres, fixées sur les structures portant les équipements. Une pompe électrique d'une capacité de 1,5 litre fait circuler le fluide. Lorsque les équipements du caisson blindé ne produisent pas assez de chaleur parce qu'ils sont à l'arrêt, celle-ci est produite par le RHB (Replacement Heater Block). La chaleur excédentaire est évacuée par un radiateur central d'une superficie de 1,3 m2, situé sur la face opposée à celle exposée au Soleil. Ces dispositifs sont complétés par des résistances chargées de réchauffer les équipements non pris en charge par le HRS et des couches d'isolants thermiques qui limitent les transferts thermiques avec l'extérieur.

### Un engin porteur d'un message de l'humanité
Il est de tradition à la NASA que les engins spatiaux lancés dans le système solaire emportent un message qui constitue un témoignage de l'humanité (sondes spatiales Pioneer, Voyager, rovers martiens). Dans le cas d'Europa Clipper ce message est gravé sur une plaque en tantale de 18 sur 28 centimètres et de 1 millimètre d'épaisseur fixée sur le caisson blindé. Cette plaque comporte le mot eau gravée sous sa forme d'onde sonore dans cent langues différentes. La plaque comporte également le poème de l'américaine Ada Limón (en) In Praise of Mystery : A Poem for Europa dans la version manuscrite de la main de la poétesse. Au-dessus de ce poème un microcircuit de la taille de l'ongle d'un pouce contenant le nom de 2,6 millions de personnes ayant participé à la compagne Message in a Bottle est fixé sur le dessin d'une bouteille dessinée au centre d'un schéma représentant les orbites des quatre lunes galiléennes. Cette face comporte également une gravure représentant le portrait de Ron Greeley (en) qui fut l'un des fondateurs de la planétologie et qui est décédé en 2011,.

Plaque gravée
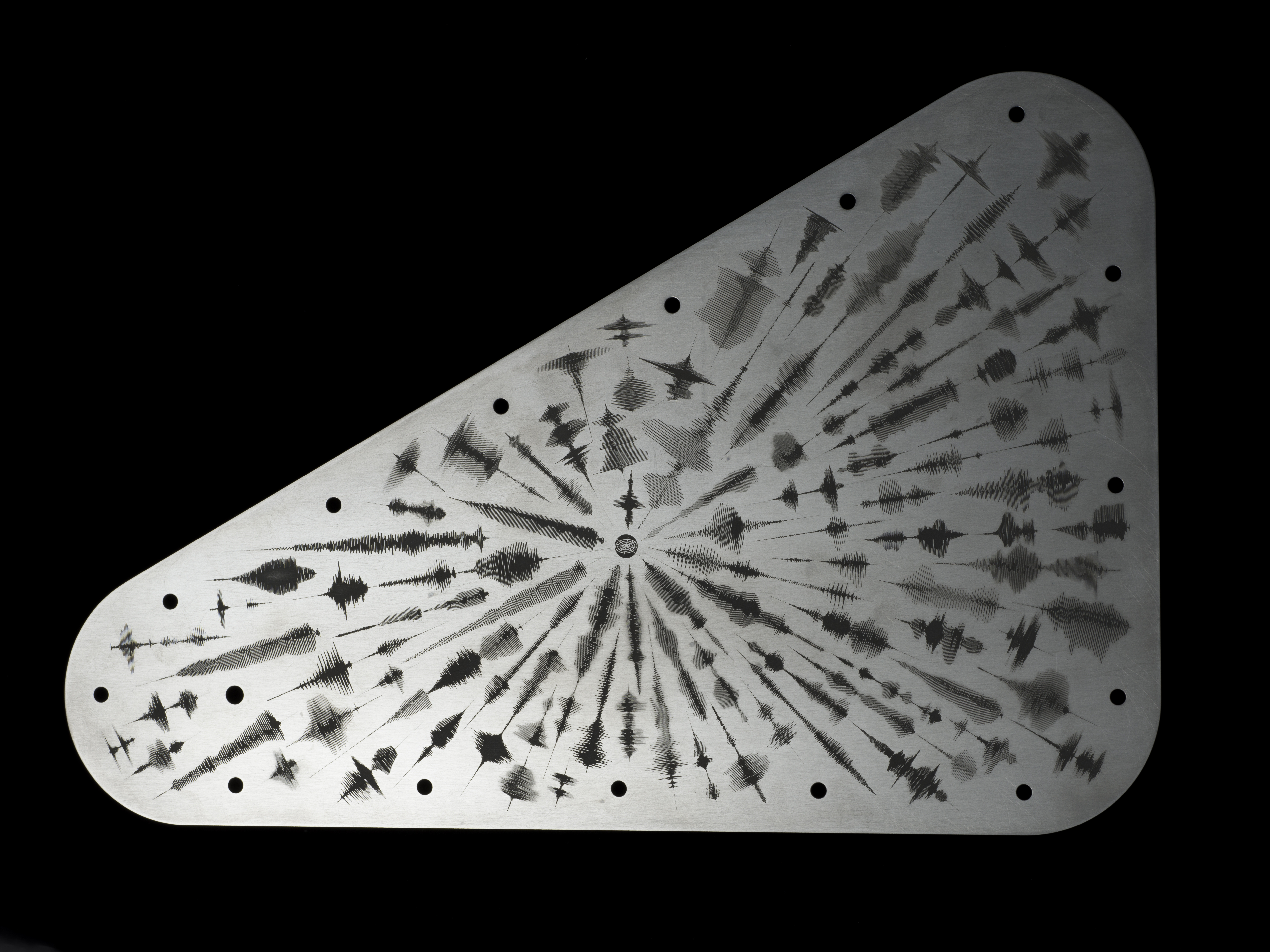
Face de la plaque gravée avec le mot eau dans 103 langues.
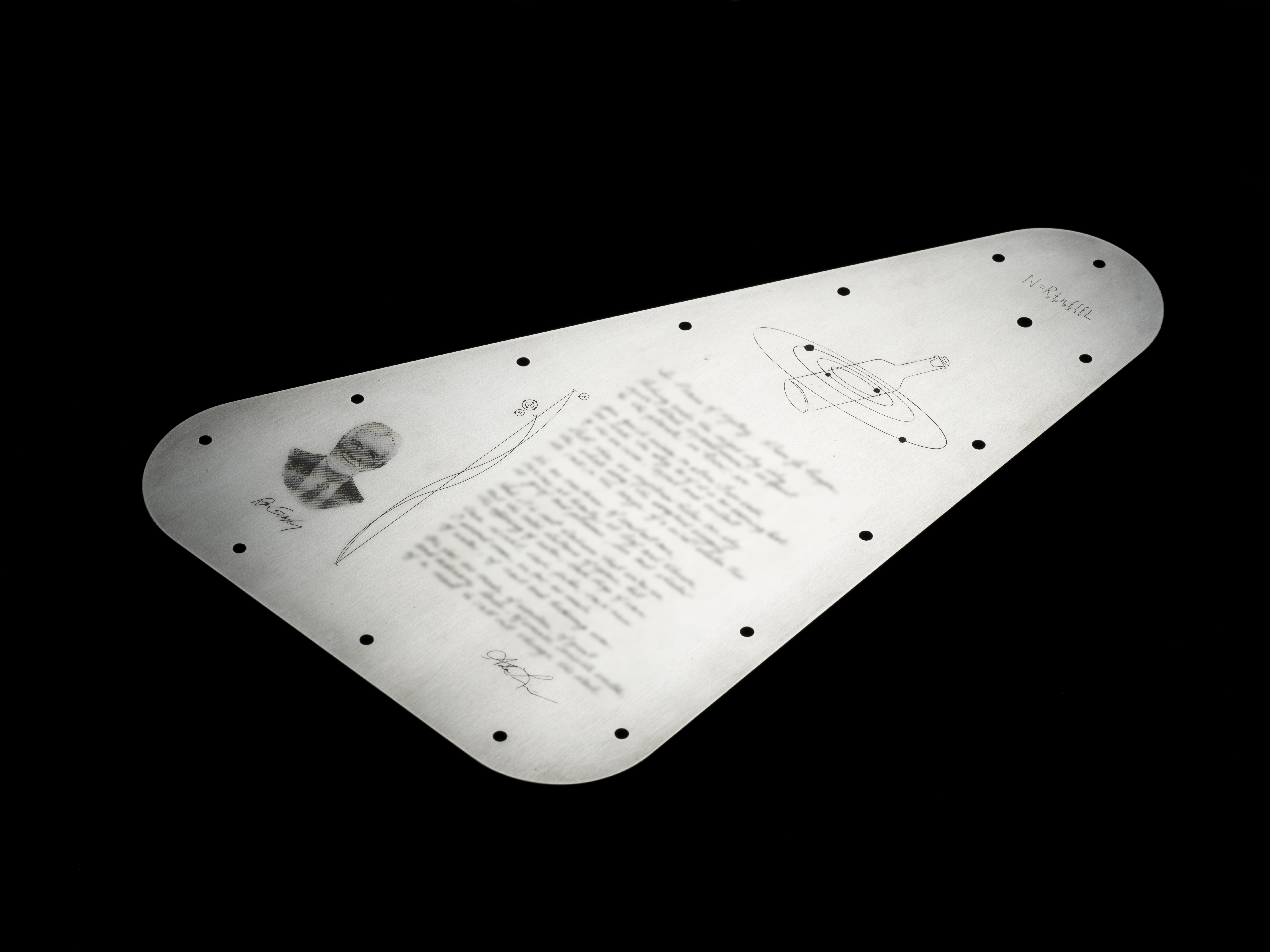
Face de la plaque gravée avec le poème d'Ada Limón et la bouteille sur laquelle doit être fixée la puce contenant le nom de 2,6 millions de personnes.

## Instrumentation scientifique
Avec une charge utile d'environ 352 kilogrammes, Europa Clipper emporte une suite d'instruments particulièrement importance et diversifiée. Celle-ci est constituée de neuf instruments réalisant selon le cas des mesures in situ, c'est-à-dire dans l'environnement immédiat de l'engin spatial, (magnétomètre, mesure du plasma, ...) ou des observations à distance de la surface et de l'intérieur d'Europe (caméras, spectromètres, radar).

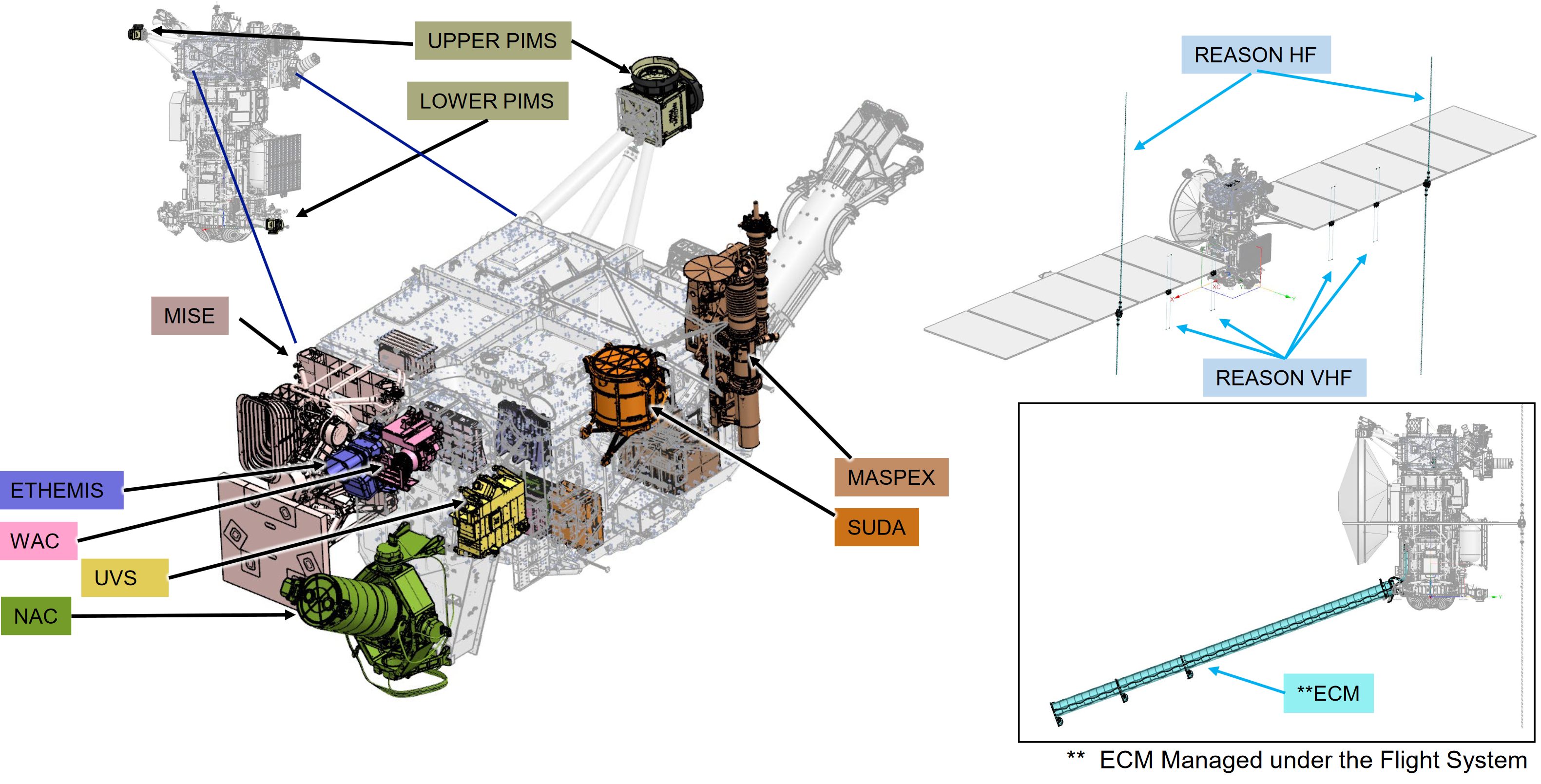
La majorité des instruments sont fixés sur le caisson blindé situé à une extrémité de la sonde spatiale : les quatre instruments qui effectuent leurs mesures à distance (EIS, MISE, UVS, E-THEMIS) sont situés sur la face tournée vers la planète (nadir) tandis que quatre autres (REASON, SUDA, MASPEX et REASON), qui collectent des données sur l'environnement immédiat de la sonde spatiale, sont fixés sur la face située dans la direction du déplacement. Un deuxième capteur PIMS ainsi que le magnétomètre ECM sont fixés à l'autre extrémité de la sonde spatiale sur le module de propulsion.

### Caméras EIS

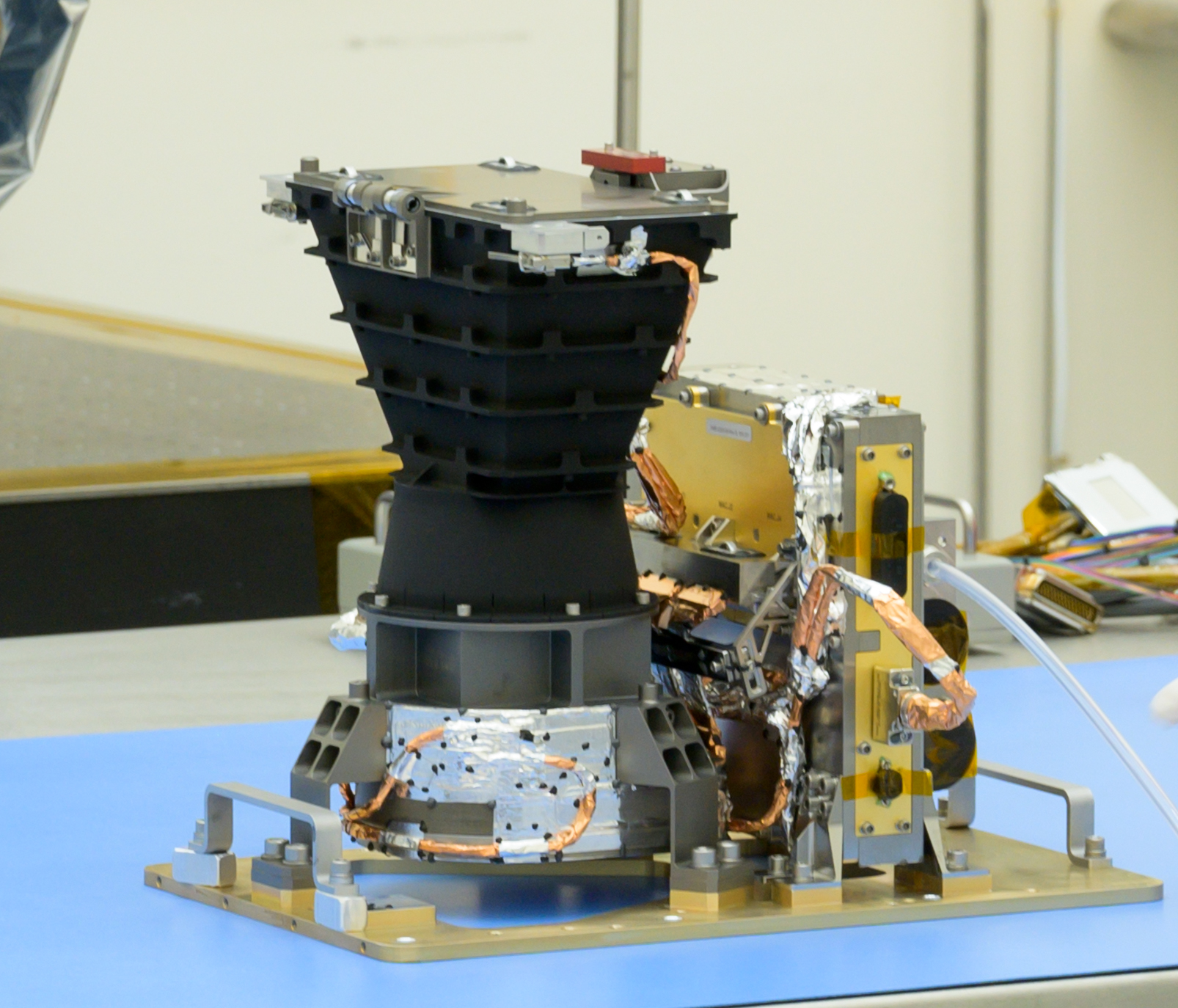
Caméra grand angle d'EIS.

La sonde spatiale dispose de deux caméras EIS (Europa Imaging System) dont l'une dotée d'un objectif grand angle (48 × 24°) et l'autre d'un téléobjectif (2,35 × 1,17°). Elles sont utilisées pour cartographier 90% de la surface d'Europe avec une résolution spatiale de 100 mètres et fournir des images de certaines parties du satellite avec une résolution deux cent fois supérieure (0,5 mètre à 50 kilomètres d'altitude). Les images prises doivent permettre d'étudier les structures de la surface et de comprendre comment elles sont interconnectées. Les caméras doivent également permettre d'identifier les zones caractérisées par une activité géologique récente et avec un peu de chance fournir des photos des panaches de geysers apparaissant dans le champ de la caméra au moment de la prise d'image. La caméra équipée d'un téléobjectif est montée sur une plateforme orientable avec deux degrés de liberté et peut pivoter sur chaque axe de 60 degrés. Les images produites sont en couleurs et peuvent être stéréoscopiques. Sur le plan technique chaque caméra est dotée d'un détecteur de 8 mégapixels et dispose de deux modes de prise d'images (standard et pushbroom). Dans ce dernier mode six filtres permettent de sélectionner une plage de couleurs,.

### Spectrographe ultraviolet UVS

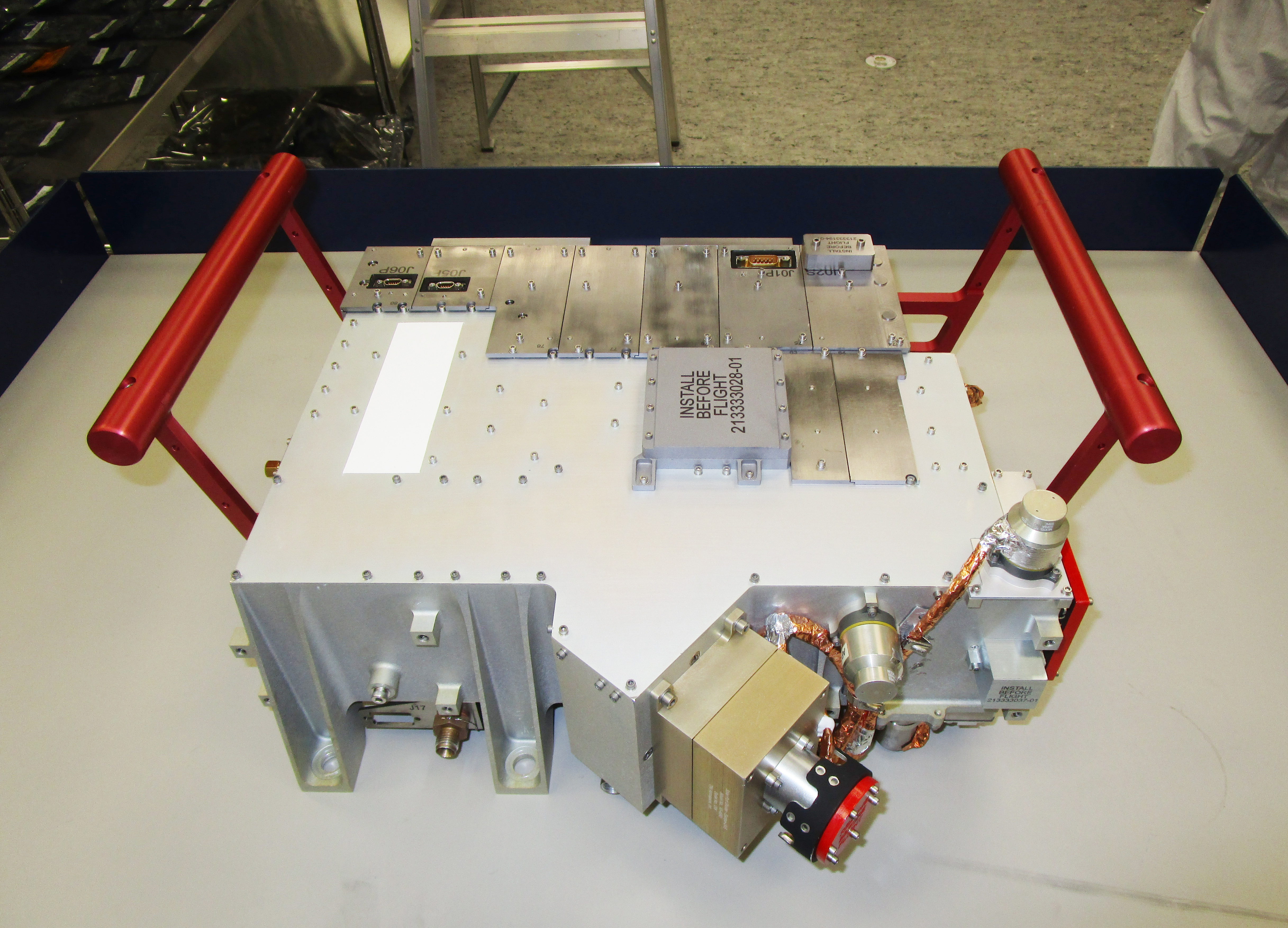
L'instrument UVS dans sa configuration finale.

UVS (Ultraviolet Spectrograph)  est un spectrographe imageur à fente ultraviolet lointain et extrême (55-210 nanomètres) ayant une résolution spectrale inférieure à 0,6 nanomètres. Il permet d'obtenir des images avec une résolution spatiale de 0,2 millirads. L'instrument permet de collecter des données sur la composition et la dynamique de l'atmosphère ténue d'Europe (exosphère), de recherche et caractériser les panaches des geysers s'élevant de la surface, d'étudier la composition de la surface et de fournir des informations sur les interactions entre Europe et la magnétosphère de Jupiter. L'instrument effectue des observations directes lorsque sa cible passe au nadir de la sonde spatiale ou en analysant l'occultation du Soleil ou d'une étoile (plusieurs milliers d'étoiles ont été présélectionnées) par l'atmosphère étudiée. UVS est capable d'identifier des molécules simples comme l'hydrogène (H2), l'oxygène (O2), l'hydroxyde (OH) et le dioxyde de carbone (CO2) mais il pourrait également pouvoir identifier des hydrocarbures comme le méthane (CH4) et l'éthane (C2H6) qui constituent les briques de base permettant de former des molécules complexes comme les acides aminés. L'instrument dérive d'une longue suite d'instruments similaires dont le dernier exemplaire a été embarqué à bord de la mission Juno lancée vers Jupiter en 2011. Une copie de l'instrument est installée à bord de la mission européenne JUICE lancée en 2023,.

### Spectromètre imageur infrarouge MISE
MISE (Mapping Imaging Spectrometer for Europa) est un spectromètre imageur fonctionnant en proche infrarouge (0,8 à 5 microns) avec une résolution spectrale de 10 nanomètres et une résolution spatiale de 25 mètres à 100 kilomètres de distance (par pixel). Cet instrument  doit identifier et cartographier les matériaux organiques, les sels, les acides hydratés, l'eau dans ses différentes phases ainsi que d'autres composants à la surface d'Europe. Les données recueillies permettront d'obtenir la composition des formations géologiques rencontrées à la surface d'Europe et d'en déduire les processus à l'œuvre en surface comme sous celle-ci ainsi que les échanges entre ces deux régions. La distribution des sels et des matériaux organiques et leur contexte géologique contribuera à déterminer si l'océan subglaciaire fournit un environnement permettant à la vie d'apparaitre. MISE, qui commencera à collecter des données lorsque la sonde spatiale est à moins de 40 000 km de la lune, a une résolution spatiale inférieure ou égale à 10 km. Sur au moins 14 sites celle-ci sera portée à 50 m. Cela donnera des indices sur la possibilité pour l'océan du satellite de Jupiter d'abriter la vie. Sur le plan technique, MISE est un spectromètre imageur Dyson fonctionnant en mode pushbroom,,.

### Caméra infrarouge E-THEMIS

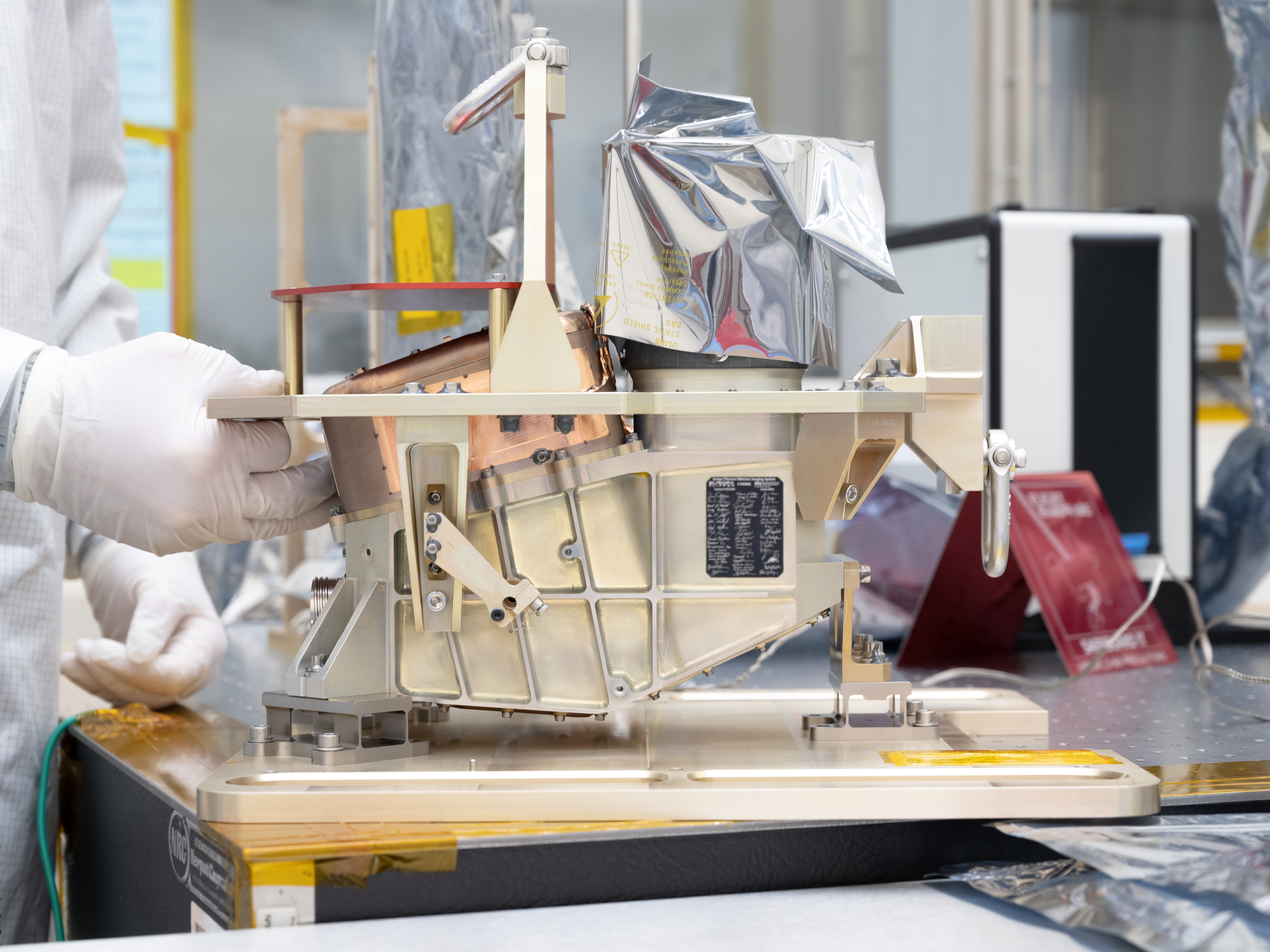
L'instrument E-Themis dans une salle blanche du Jet Propulsion Laboratory.

E-THEMIS (Europa Thermal Emission Imaging System) est une caméra effectuant ses observations dans l'infrarouge thermique qui doit fournir un relevé des températures à la surface d'Europe avec une précision de 1,2 kelvin. L'instrument doit permettre un relevé des températures de plus de 80% de la surface plusieurs fois par jour avec une résolution spatiale de 8 kilomètres. Pour environ 32% de la surface la résolution spatiale sera ≤ 1 kilomètre et pour 6% ≤ 100 mètres. Sur le plan technique E-THEMIS effectue ses observations dans trois bandes spectrales de l'infrarouge moyen (7–14 μm, 14–28 μm, and 28–50+ μm). Le détecteur dans chacune de ces bandes comporte 896 pixels actifs dans le sens transversal et 140 pixels dans le sens du déplacement. L'instrument doit permettre de détecter les points "chauds" à la surface tels que les geysers, les portions de la surface ayant subi des modifications récentes et les zones ou l'océan subglaciaire est proche de la surface. En observant l'évolution de la température en fonction de l'heure du jour, E-THEMIS permet également de mesurer l'inertie thermique du sol et d'en déduire le degré de granularité du sol. Cet instrument dérive de l'instrument THEMIS, qui a volé sur 2001 Mars Odyssey,,.

### Radar REASON

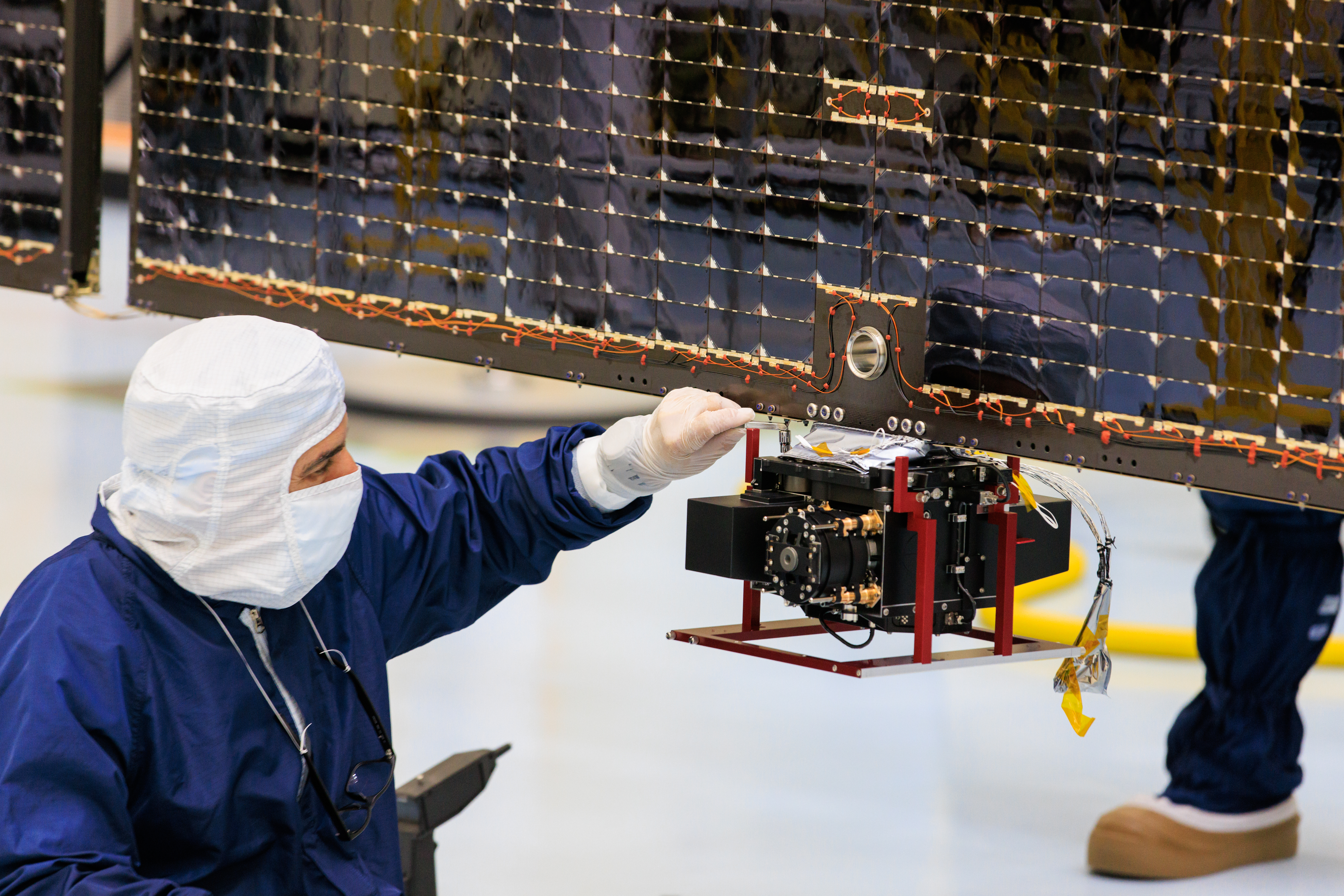
Une des antennes du radar REASON en position repliée. Celles-ci sont fixées aux panneaux solaires.

REASON  (Radar for Europa Assessment and Sounding Ocean to Near-surface) est un radar chargé de déterminer les caractéristiques de la croûte de glace (structure et composition) qui s'étend de la surface jusqu'à l'océan interne et de répondre ainsi à des points clés concernant l'habitabilité d'Europe. Ces propriétés peuvent être déterminées en mesurant le taux de réflexion et la vitesse des ondes radio émises par le radar. Pour remplir ses objectifs le radar peut émettre des ondes radio dans deux longueurs d'onde : 9 MHz (haute fréquence ou HF) pour sonder la banquise jusqu'à 30 kilomètres de profondeur et 60 MHz (très haute fréquence ou VHF) pour analyser de manière plus détaillée les 3 premiers kilomètres d'épaisseur de la banquise. REASON permettra de détecter la nature des liquides sous la surface, la présence de poches d'eau ou de matériaux autres que la glace au sein la banquise. En VHF le radar permet de cartographier le relief de la surface. En combinant les émissions dans les deux longueurs d'onde REASON peut déterminer la quantité d'électrons de l'ionosphère présente sous la sonde spatiale ainsi que la présence de panaches de geyser via un accroissement du nombre d'électrons dans l'ionosphère. L'émission des ondes radio et la réception celles qui sont réfléchies est effectuée grâce à des antennes dipolaires qui sont fixées sur les bords des panneaux solaires et perpendiculaires à ceux-ci et qui sont déployées une fois la sonde spatiale en orbite. Deux antennes longues de 17,6 mètres sont utilisées pour la haute fréquence  et quatre antennes longues de 2,76 mètres sont utilisées pour la très haute fréquence,,.

### Spectromètre de masse MASPEX

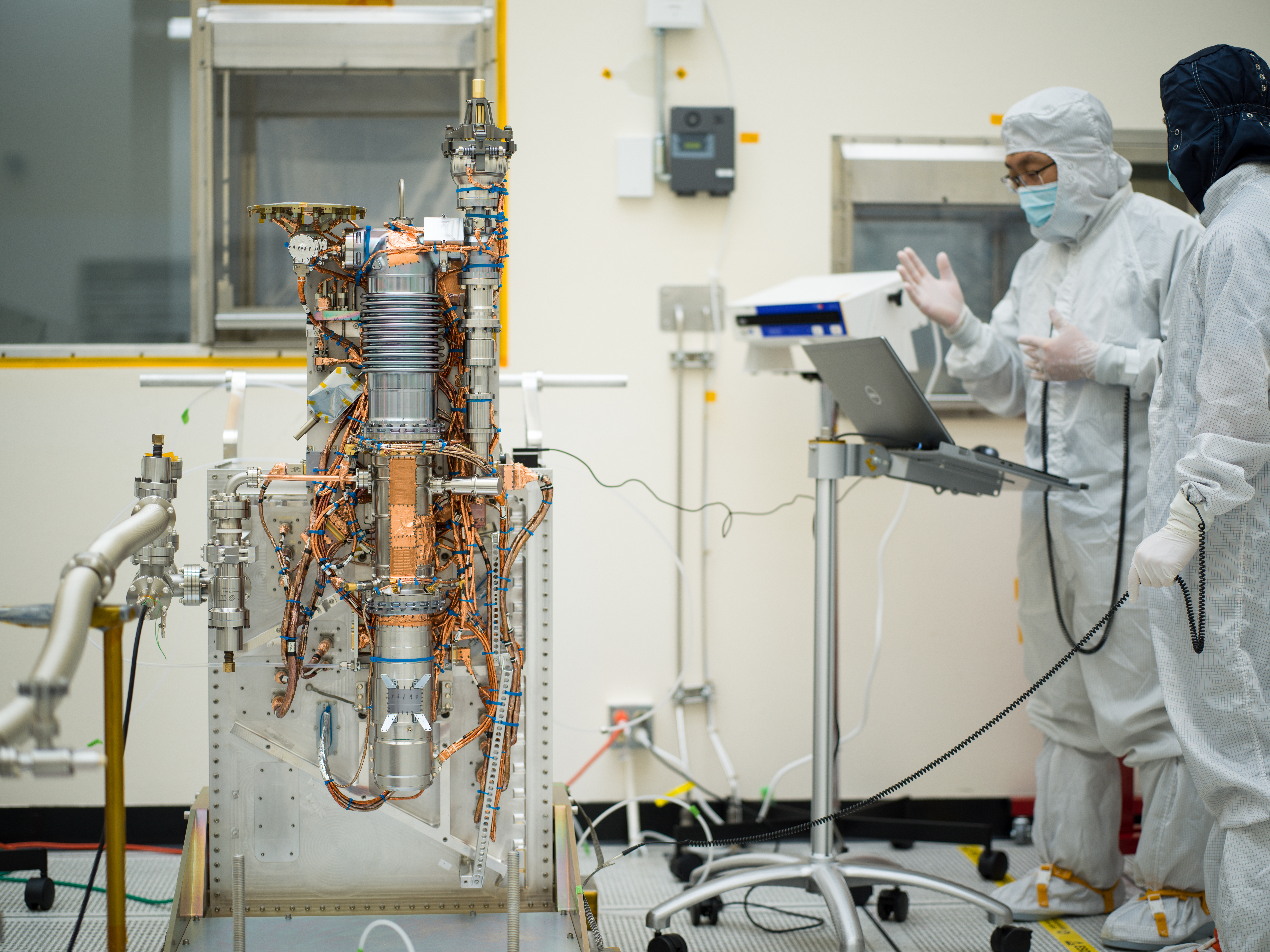
Spectromètre de masse MASPEX.

MASPEX (MAss Spectrometer for Planetary EXploration) est un spectromètre de masse à temps de vol dont le rôle est de déterminer la composition chimique de l'exosphère entourant Europe qui comprend notamment les matériaux éjectés par les geysers ou d'autres processus à l'œuvre à la surface de la Lune. Ce faisant cet instrument permet de déterminer indirectement la composition de l'océan subglaciaire et de la surface. Pour y parvenir MASPEX analyse les couches de gaz que traverse la sonde spatiale durant son survol d'Europe. L'instrument prélève un échantillon de ces volatils toutes les 5 secondes. Les molécules de cet échantillon sont ionisées puis accélérées. MASPEX mesure leur temps de vol qui dépend de leur charge électrique et de leur masse atomique. L'instrument est capable d'identifier les molécules ayant une masse atomique inférieure ou égale à 500 et de distinguer les isotopes. Sa résolution est plusieurs centaines de fois plus précise que les instruments de ce type l'ayant précédé : il est par exemple par exemple capable de distinguer le monoxyde de carbone et l'azote moléculaire alors que ces molécules ont pratiquement la même masse atomique,,.

### Analyse de l'exosphère: SUDA

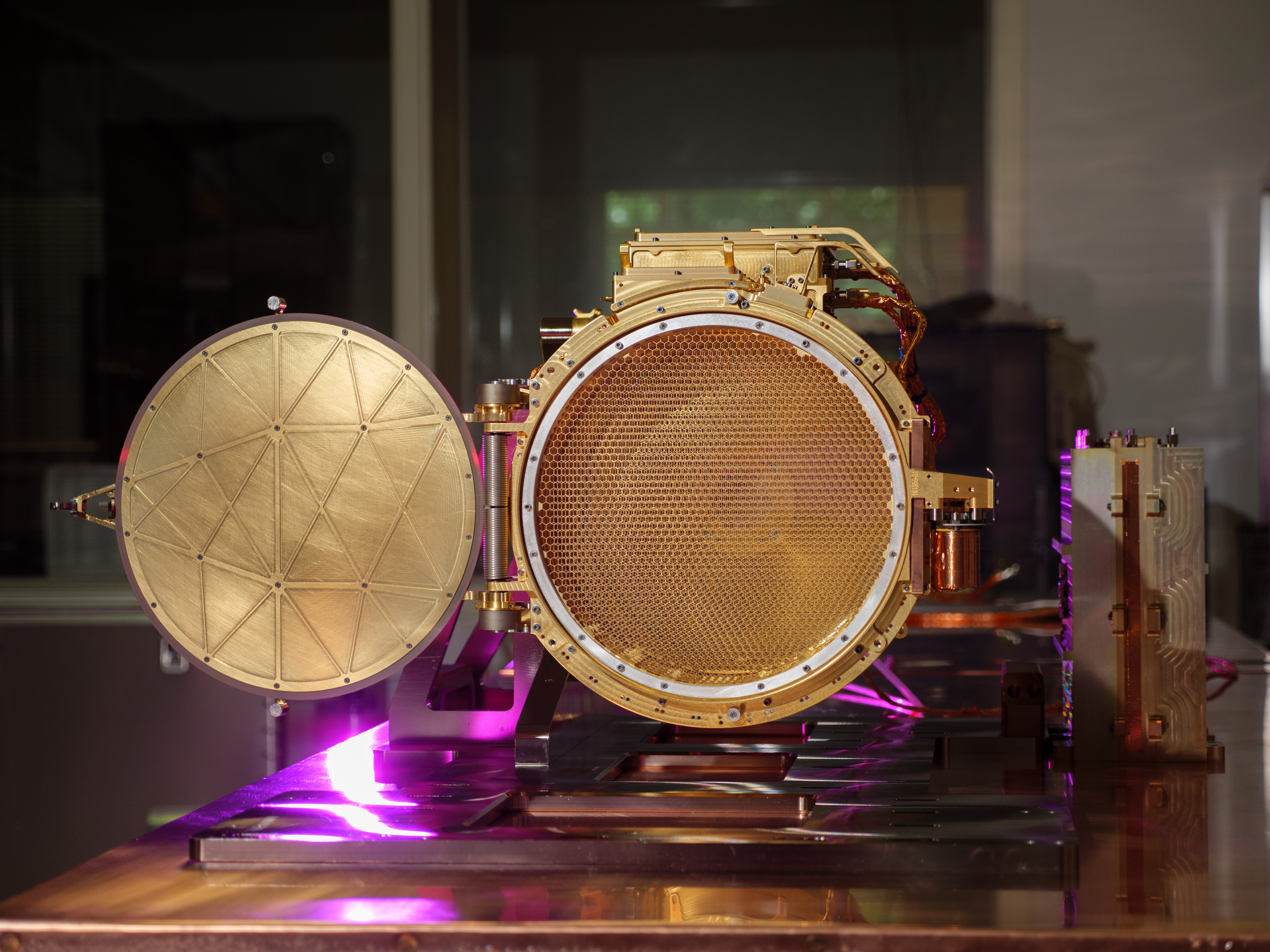
SUDA est l'instrument chargé d'analyser les caractéristiques des poussières présentes dans l'atmosphère ténue (exosphère à Europe.

SUDA (Surface Dust Analyzer) est un instrument de type réflectron temps de vol qui identifie les éléments chimiques et les molécules présents dans les particules de poussière et de glace de l'exosphère d'Europe. Ces particules de poussière ont, soit été éjectées depuis la surface ou sous la surface (geyser) d'Europe et suivent une trajectoire balistique (elles retombent sur la lune), soit  proviennent du système jovien (nanograins du tore généré par la lune Io, anneau de poussière entourant les autres lunes galiléennes).
L'instrument contribue à cartographier de manière indirecte la composition de la surface grâce à une nouvelle méthode mise au point par le  spectromètre de masse du Cassini Cosmic Dust Analyser, qui a fourni dans le cadre de la mission Cassini-Huygens lancée vers Saturne la composition de la surface et des panaches des geysers de la lune Encelade. Cette méthode repose sur le fait que les micrométéorites (typiquement de 100 microns de diamètre) qui bombardent à grande vitesse et de manière continue la surface des corps dépourvus d'atmosphère dense comme Europe, produisent, lorsqu'elles impactent le sol, des éjectas qui viennent alimenter le nuage de poussière entourant la lune. En analysant ces poussières l'instrument peut reconstituer l'activité géologique en surface et sous la surface, en particulier les échanges entre la surface et le sous-sol via la détermination des types et proportions de composants organiques et non organiques.
SUDA mesure la masse, la vitesse et la charge électrique des grains de poussière et de glace ainsi que leur composition (éléments chimiques, molécules et isotopes). La résolution de l'instrument est ≤1 masse atomique jusqu'à 200 masses atomiques. SUDA permet également de reconstituer le point d'origine des particules qui suivent une trajectoire parabolique. SUDA est polarisé soit de manière négative et il attire/analyse alors les sels contenus dans les particules de poussière et de glace éjectés depuis la surface soit de manière positive (mode par défaut) qui permet d'identifier les cations contenus dans ces sels. SUDA permet de détecter les composants organiques tels que les acides aminés et les acides gras lorsque leur concentration dépasse une partie par million.
L'instrument de forme cylindrique comporte un opercule obturant la cavité dans laquelle les particules sont analysées. Cet opercule est ouvert définitivement au cours du transit de la sonde spatiale vers Jupiter. L'instrument fonctionne principalement lorsque la sonde spatiale est orientée de manière que son ouverture soit face à la direction de déplacement de la sonde spatiale. Les particules de poussière et de glace en pénétrant dans la cavité de l'instrument traversent une série de grilles qui permettent de mesurer leur vitesse ainsi que leur origine lorsqu'elles sont sur une trajectoire balistique. Elles viennent ensuite s'écraser sur une plaque en métal. Sous le choc chaque particule est éclatée en molécules individuelles qui sont pour certaines ionisées. Un champ électrique les canalise alors vers un détecteur qui est atteint dans un certain délai déterminant leur ratio masse/charge électrique. Cette mesure permet d'identifier s'il s'agit d'acides aminés, de sulfates,.

### Magnétomètre ECM

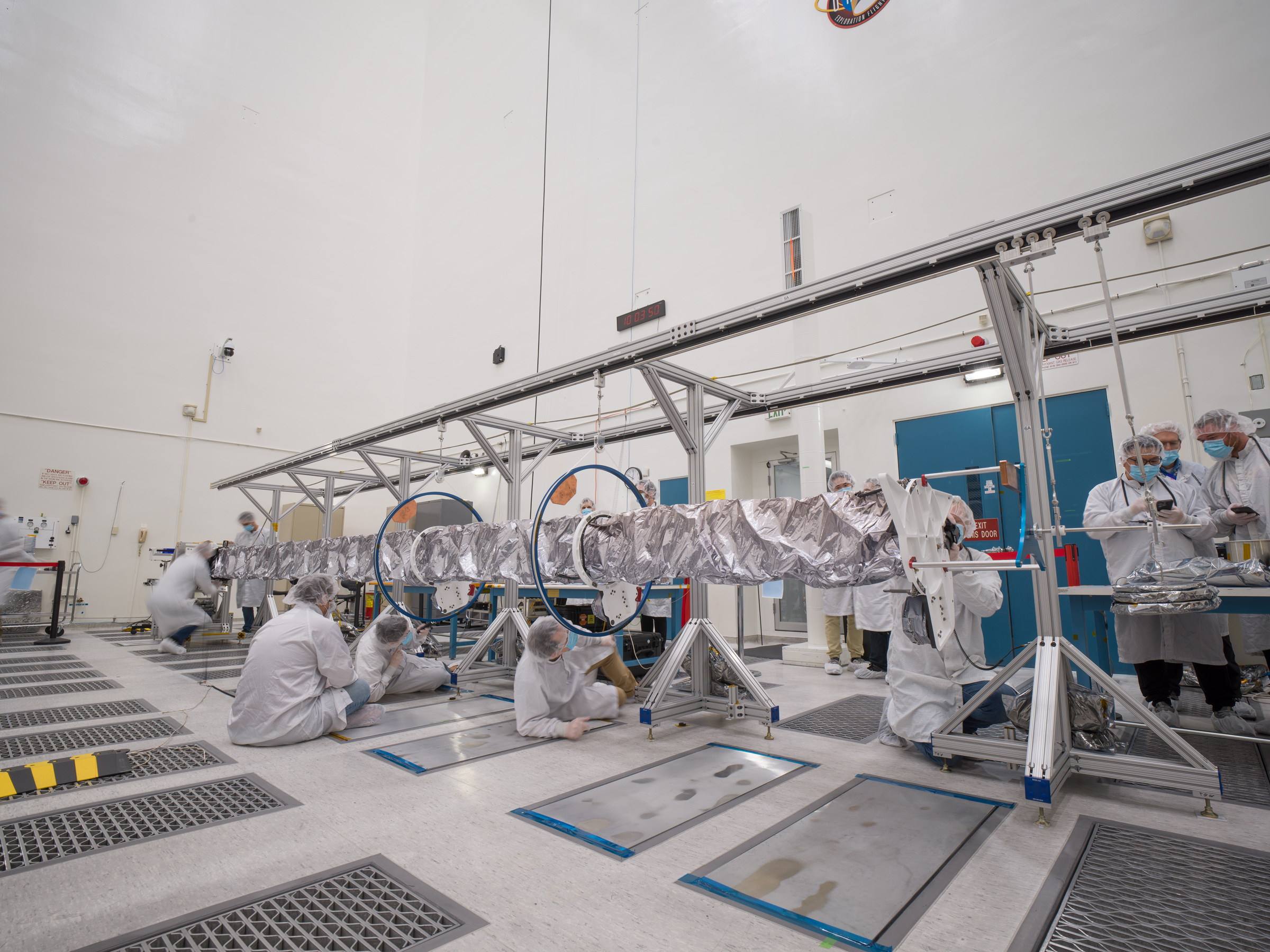
Test du déploiement du mât long de 8,5 mètres sur lequel sont fixés les capteurs du magnétomètre ECM.

ECM (Europa Clipper Magnetometer) est un magnétomètre comprenant trois capteurs fluxgate tri-axiaux distribués le long d'une perche longue de 8,5 mètres qui est déployée une fois la sonde spatiale dans l'espace. Le magnétomètre effectue 16 mesures par seconde du champ magnétique ambiant durant chaque survol d'Europe et une mesure par seconde durant le reste de l'orbite de la sonde spatiale autour de Jupiter. Le champ magnétique ambiant est produit à la fois par Europe et par Jupiter mais les données recueillies permettent de reconstituer le champ magnétique généré par la Lune. L'instrument doit permettre de mesurer le champ magnétique généré par Europe et d'en déduire l'épaisseur de la banquise, la profondeur de l'océan subglaciaire et la salinité de l'océan (via sa conductivité). Un objectif secondaire est de contribuer à la mesure de la composition de l'exosphère et de la vitesse d'échappement de celle-ci et d'identifier et caractériser les panaches des geysers produits par Europe,,.

### Détecteur de plasma PIMS

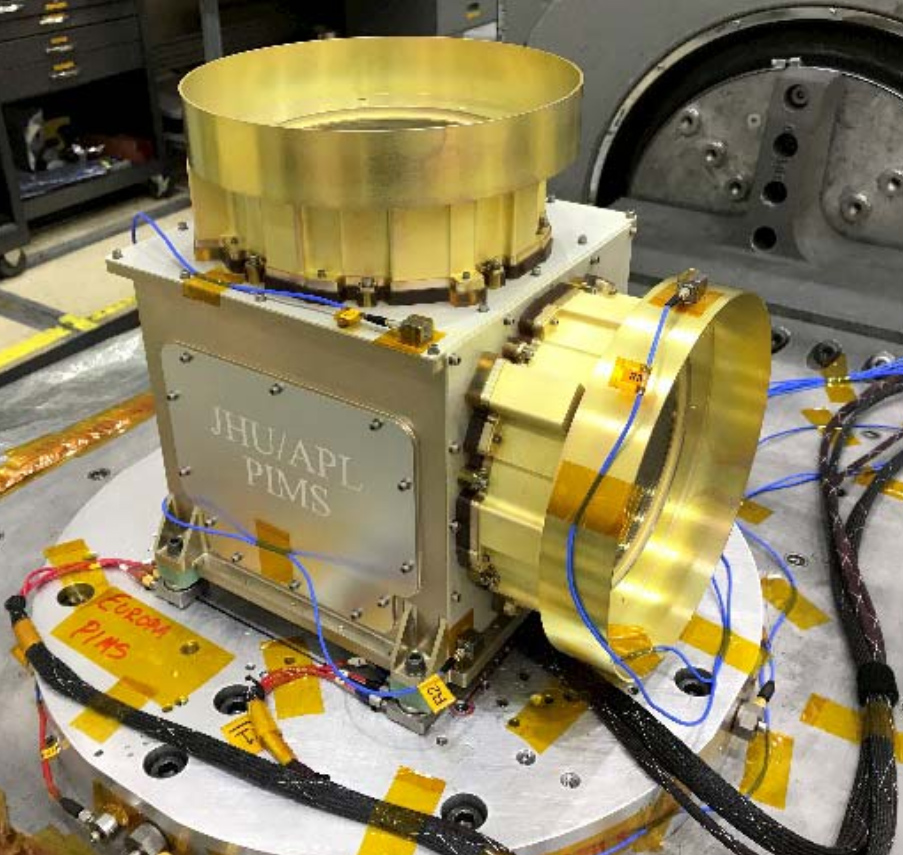
PIMS mesure la distribution et les caractéristiques du plasma.

PIMS (Plasma Instrument for Magnetic Sounding) est un instrument qui mesure la distribution du plasma qui circule sur l'orbite de Jupiter. Celui-ci induit l'intense champ magnétique de la planète géante qui vient perturber le champ magnétique produit par Europe que doit mesurer le magnétomètre ECM. PIMS fonctionne conjointement avec ECM en permettant de soustraire les composantes du champ magnétique de Jupiter des données collectées par le magnétomètre. L'instrument est constitué de quatre cavités de Faraday qui sont réparties par grappe de deux au sommet et à la base de la sonde spatiale. Chaque cavité couvre un angle de 90° et est orientée perpendiculairement à l'axe long des panneaux solaires. Les quatre cavités couvrent ainsi 360°. L'instrument a deux modes de fonctionnement principaux. Dans le mode magnétosphère, qui est optimisé pour la collecte des données sur le plasma chaud à l'extérieur de l'exosphère d'Europe, il mesure les ions de 50 eV à 6 keV et les électrons de 50 eV à 2 keV  avec une résolution énergétique < 15%. Dans le mode ionosphère, optimisé pour la collecte des données sur le plasma froid et dense près d'Europe, il mesure les ions et électrons de 1 à 70 eV avec une résolution énergétique de 0,3 V. La précision de la mesure de la direction est de 5°,,,.

### Expérience de radio science G/RS
L'expérience de radio science G/RS (Gravity and Radio Science) utilise l'émetteur/récepteur radio pour caractériser l'amplitude et la phase des forces de marée induites par Jupiter qui déforment Europe de manière variable en fonction de sa position sur l'orbite autour de la planète géante (celle-ci est elliptique aussi les forces de marée varient). Les informations recueillies permettent de déterminer la structure interne d'Europe et notamment la profondeur de l'océan subglaciaire. Pour y parvenir on reconstitue les variations de vitesse de la sonde spatiale à l'approche d'Europe induites par les caractéristiques du champ de gravité de la lune. Ces variations de vitesse sont déterminées en mesurant l'effet Doppler affectant les signaux radio reçus par la sonde spatiale (cette mesure est effectuée sur Terre en réceptionnant le signal radio qui a été réémis immédiatement par la sonde spatiale). Les données devront également permettre d'affiner les éphémérides de la lune. Enfin il est prévu d'effectuer des mesures d'occultation du signal radio (émis par la sonde spatiale et réceptionné par les stations terriennes) pour mieux caractériser l'ionosphère d'Europe et la ceinture de plasma de Jupiter,,.

### Évaluation du rayonnement (RadMon)
Le sous-système RadMin (Radiation Monitor) a pour objectif principal de mesurer en permanence le niveau de rayonnement subi par Europa Clipper en traversant la ceinture de radiations entourant Jupiter et Europe. Les valeurs mesurées par des dosimètres, installés sur plusieurs points de la sonde spatiale sont cumulées pour déterminer la probabilité d'une défaillance de composant. Ces mesures ont également des retombées scientifiques car elles fournissent des données à faible résolution sur l'environnement radiatif d'Europe pour des rayons d'une énergie comprise entre 0,5 et 4 MeV,.

Instruments scientifiques
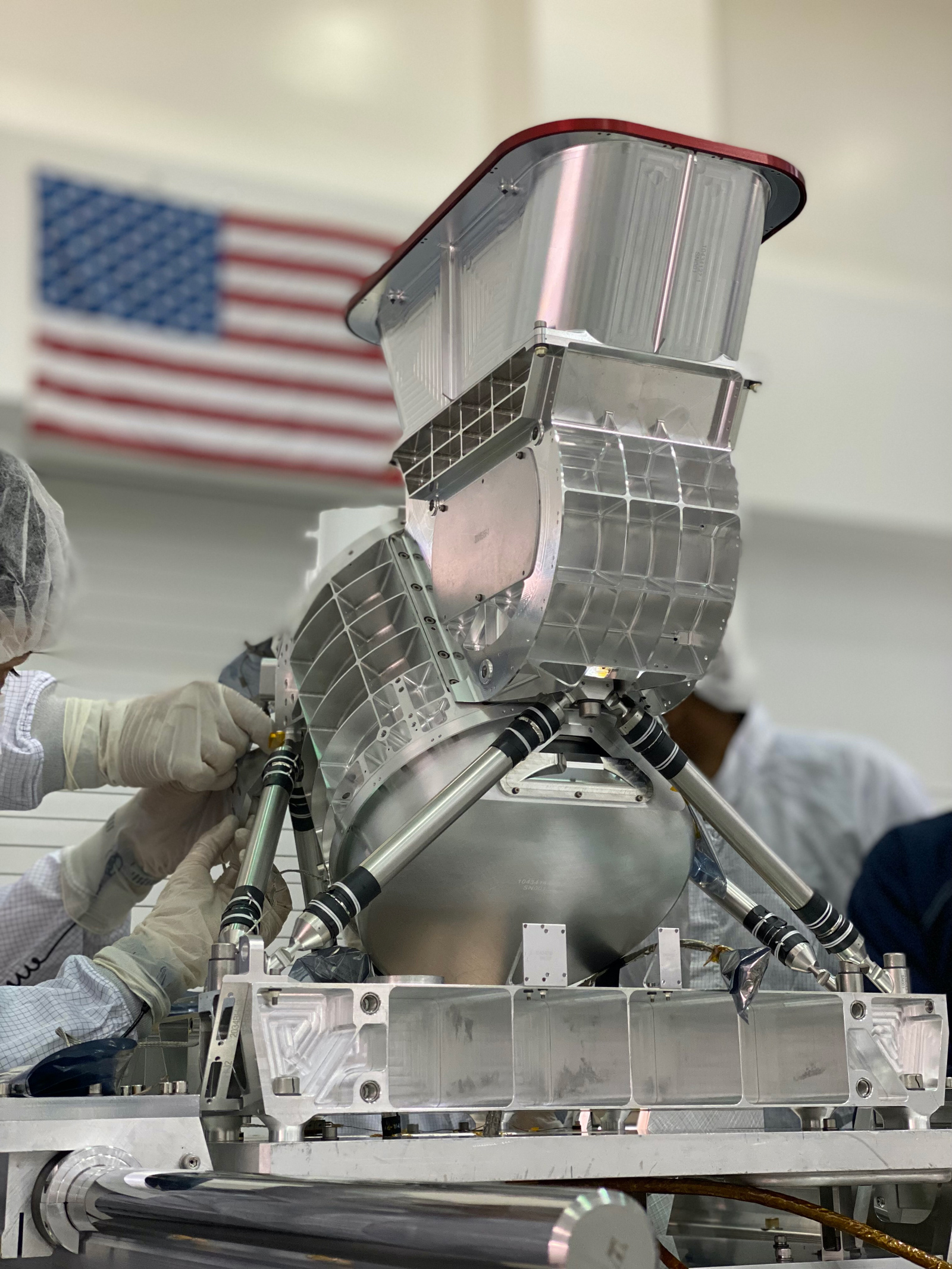
Spectromètre imageur MISE.
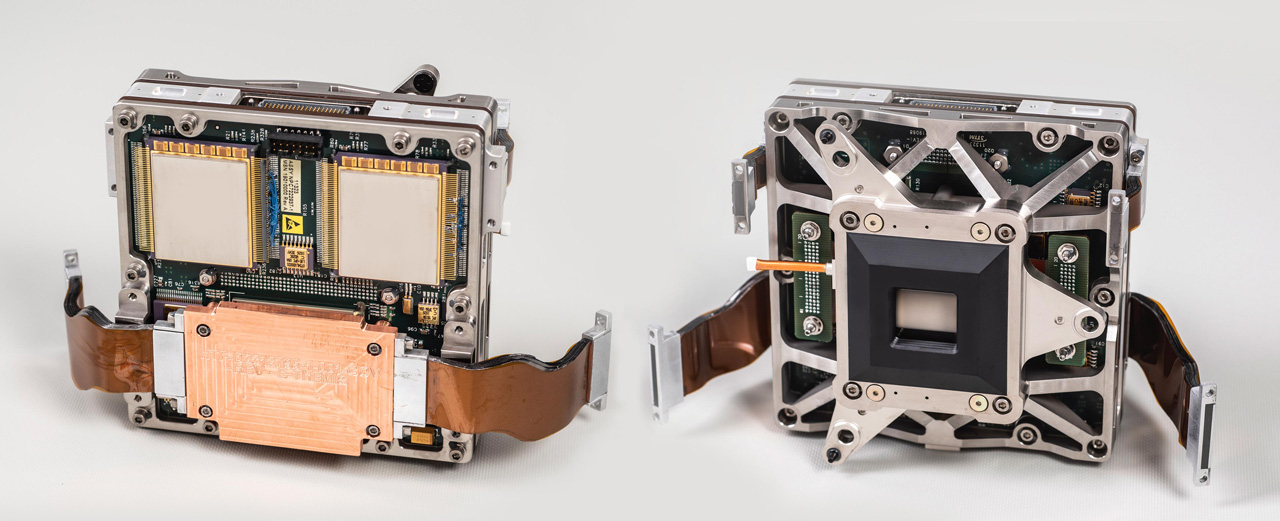
Plan focal de la caméra thermique E-THEMIS.

### Synthèse des caractéristiques des instruments scientifiques
| Désignation | Type instrument                      | Objectifs | Caractéristiques | Masse et consommation                             | Fournisseur                                                                                   |
| ----------- | ------------------------------------ | --- | --- | ------------------------------------------------- | --------------------------------------------------------------------------------------------- |
| EIS         | Caméras (2)                          | Cartographie de la surface d'Europe | Caméra grand angle : champ de vue : 48°×24°, Résolution spatiale 11 m (à 50 km) Caméra avec téléobjectif : champ de vue 2,35° × 1,17°, Résolution spatiale 0,5 m (à 50 km) | Masse : Consommation :                            | Responsable scientifique : Elizabeth Turtle Applied Physics Laboratory                        |
| E-THEMIS    | Caméra infrarouge moyen              | Détection des régions actives (points chauds) à la surface d'Europe                                                                             | Longueurs d'onde 7-14 μm, 14-28 μm et 28-50 μm, précision température 1,2 kelvin , résolution spatiale entre 8 km et 100 mètres | Masse 16,3 kg: Consommation : 35 W                | Responsable scientifique : Philip Christensen Université d'État de l'Arizona                  |
| MISE        | Spectromètre imageur infrarouge      | Composition de la surface d'Europe. | Longueurs d'onde 0,8 à 5 microns, résolution spectrale 10 nanomètres, résolution spatiale 10 km à 25 mètres | Masse : 65 kg Consommation : 95,2 W.h. par survol | Responsable scientifique : Diana Blaney Jet Propulsion Laboratory                             |
| REASON      | Radar bi-fréquences                  | Structure de la banquise et de l'océan souterrain                                                                                               | Résolution verticale 30 mètres jusqu'à 3 km et 300 mètres jusqu'à 30 km | Masse : 65,7 kg Consommation : 61 W               | Responsable scientifique : Donald Blankenship Université du Texas à Austin                    |
| PIMS        | Cavité de Faraday x 4                | Détermination de la contribution du plasma au champ magnétique d'Europe Détermination de la profondeur et de la salinité de l'océan souterrain. | 2 détecteurs avec chacun un champ de vue de 90°. Mode magnétosphère : ions de 50 eV à 6 keV, électrons de 50 eV à 2 keV avec une résolution énergétique < 15%. Mode ionosphère : ions et électrons de 1 à 70 eV avec une résolution énergétique de 0,3 V. Mesure de la direction avec une précision de 5° | Masse : Consommation :                            | Responsable scientifique : Adrienn Luspay-Kuti Applied Physics Laboratory                     |
| MASPEX      | Spectromètre de masse à temps de vol | Nature de l'exosphère et des volatils éjectés par les geysers d'Europe                                                                          | Masse atomique 2 à 500, sensibilité (abondance relative) > 1,7 10-4), fréquence mesure : 5 secondes (résolution spatiale 35 km) | Masse : 64,8 kg Consommation : 88,2 W             | Responsable scientifique : Jack Waite Southwest Research Institute                            |
| UVS         | Spectrographe ultraviolet            | Composition de l'exosphère (O2, H2 , H2O, CO2, SO2 et CO) Composition de l'océan interne (via l'analyse des geysers).                           | Longueurs d'onde 55-206 nanomètres, résolution angulaire 2 à 2,8 millirads, résolution spectrale 2 nanomètres. | Masse : Consommation :                            | Responsable scientifique : Kurt Retherford Southwest Research Institute                       |
| SUDA        | Réflectron à temps de vol            | Composition des poussières éjectées par les geysers d'Europe.                                                                                   | Masse atomique ≤ 200. Mesure de la masse, de la vitesse, de la charge électrique et de la composition chimique. | Masse : Consommation :                            | Responsable scientifique : Sascha Kempf Université du Colorado à Boulder                      |
| ECM         | Magnétomètre                         | Mesure du champ magnétique d'Europe Détermination de la profondeur et de la salinité de l'océan souterrain.                                     | gamme de mesures : ±4000 nT, précision 8 pT, fréquence des mesures 1, 16 ou 128 Hz | Masse : 45 kg Consommation : 18 W.                | Responsable scientifique : Margaret Kivelson Université de Californie, Université du Michigan |
| G/RS        | Radio science                        | Mesure des déformations d'Europe par les forces de marée. Composition de l'exosphère.                                                           | | Utilise le système de télécommunications          | Responsable scientifique : Erwan Mazarico Centre de vol spatial Goddard                       |

## Projets de sondes spatiales en lien avec Europa Clipper abandonnés et/ou envisagés

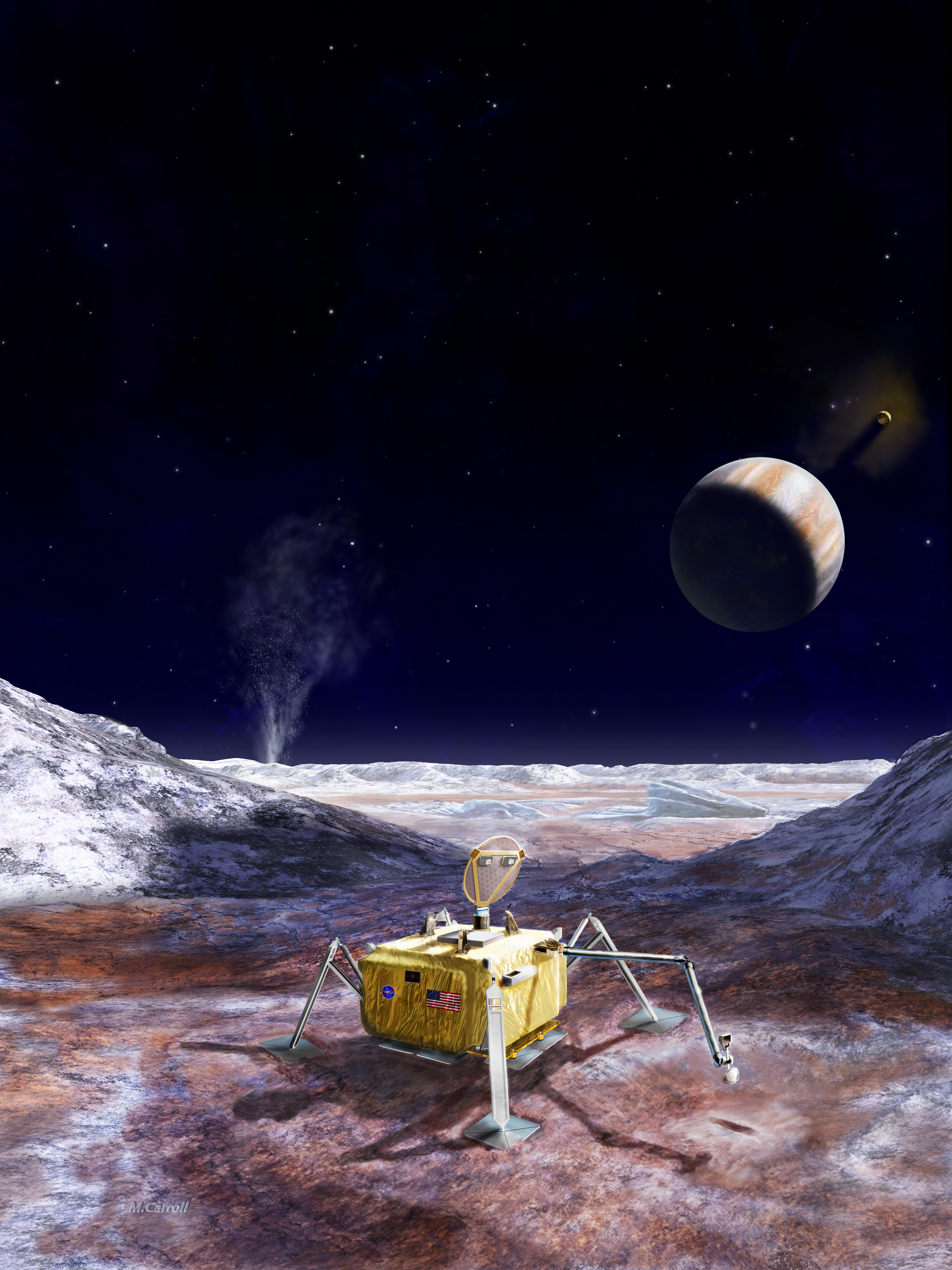
Vue d'artiste de l'atterrisseur envisagé en 2019 mais dont le développement a été abandonné par la suite.

### Sonde destinée à la recherche de biosignatures
La NASA a envisagé l'emport d'une sonde additionnelle d'une masse d'environ 250 kg, équipée de propulseurs de plus faible puissance mais qui serait plus modulable que Europa Clipper pour aller analyser l'eau sortant des geysers d'Europe à la recherche de biosignatures. Cette sonde possèderait un spectromètre de masse, un chromatographe phase gazeuse, et des caméras dans l'ultraviolet, l'infrarouge et le visible, pour compléter le travail d'imagerie fait par Europa Clipper.

### Atterrisseur
En quelques années, Europa Clipper pourrait cartographier une grande majorité de la surface d'Europe, permettant aux chercheurs de déterminer un site d'atterrissage pertinent. Emportant différents spectromètres alimentées sur batteries, un atterrisseur pourrait déterminer avec une bonne précision la composition chimique de la surface. L'utilisation d'un étage de descente proche de celui de Mars Science Laboratory permettrait une bonne précision de l'atterrissage, près d'une faille active (ce type de site serait à privilégier sachant qu'on y trouve de la glace récente, plus fidèle à la chimie de l'océan souterrain).